# Albstadt

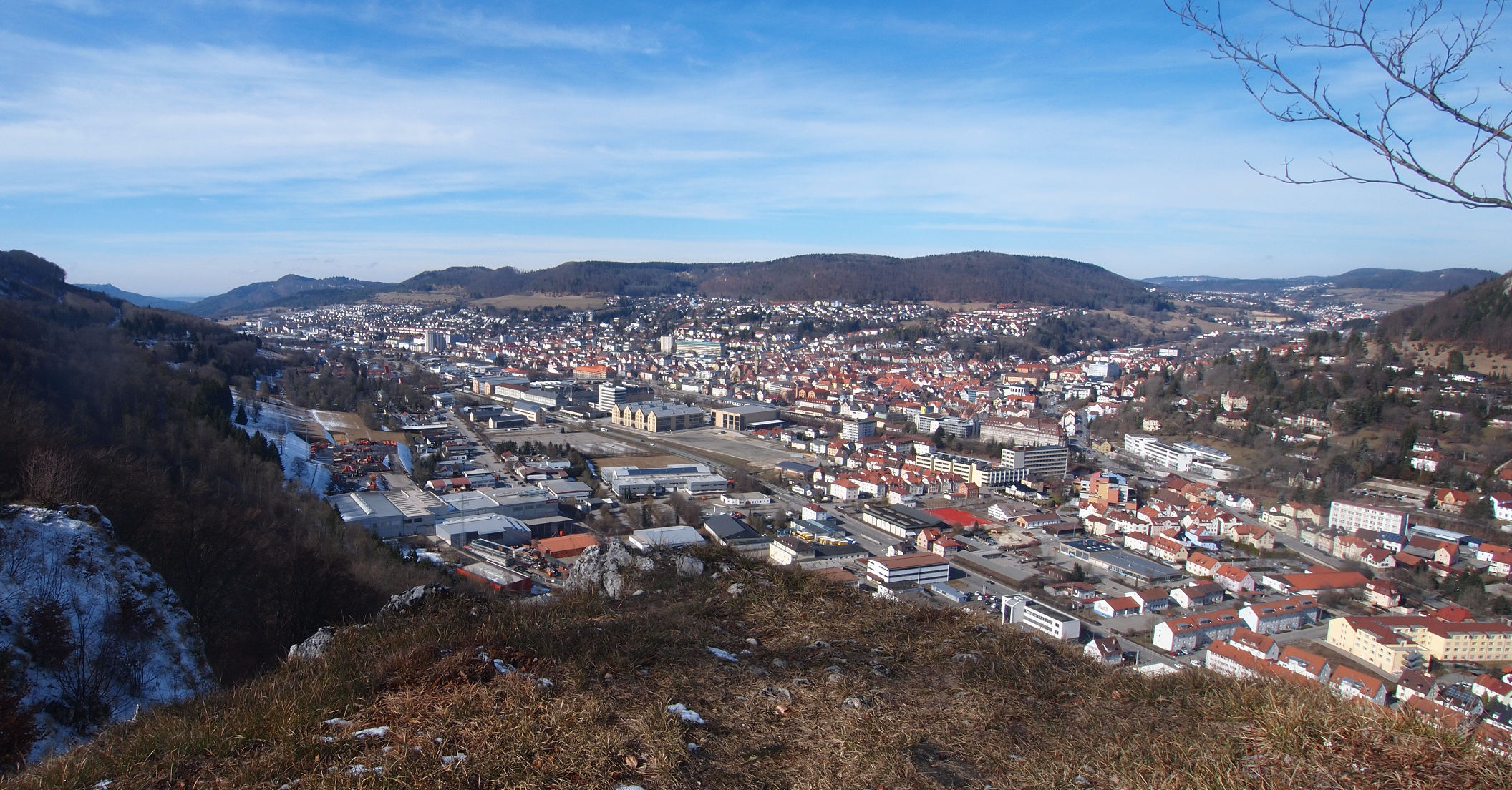
Ebingen vom Malesfelsen

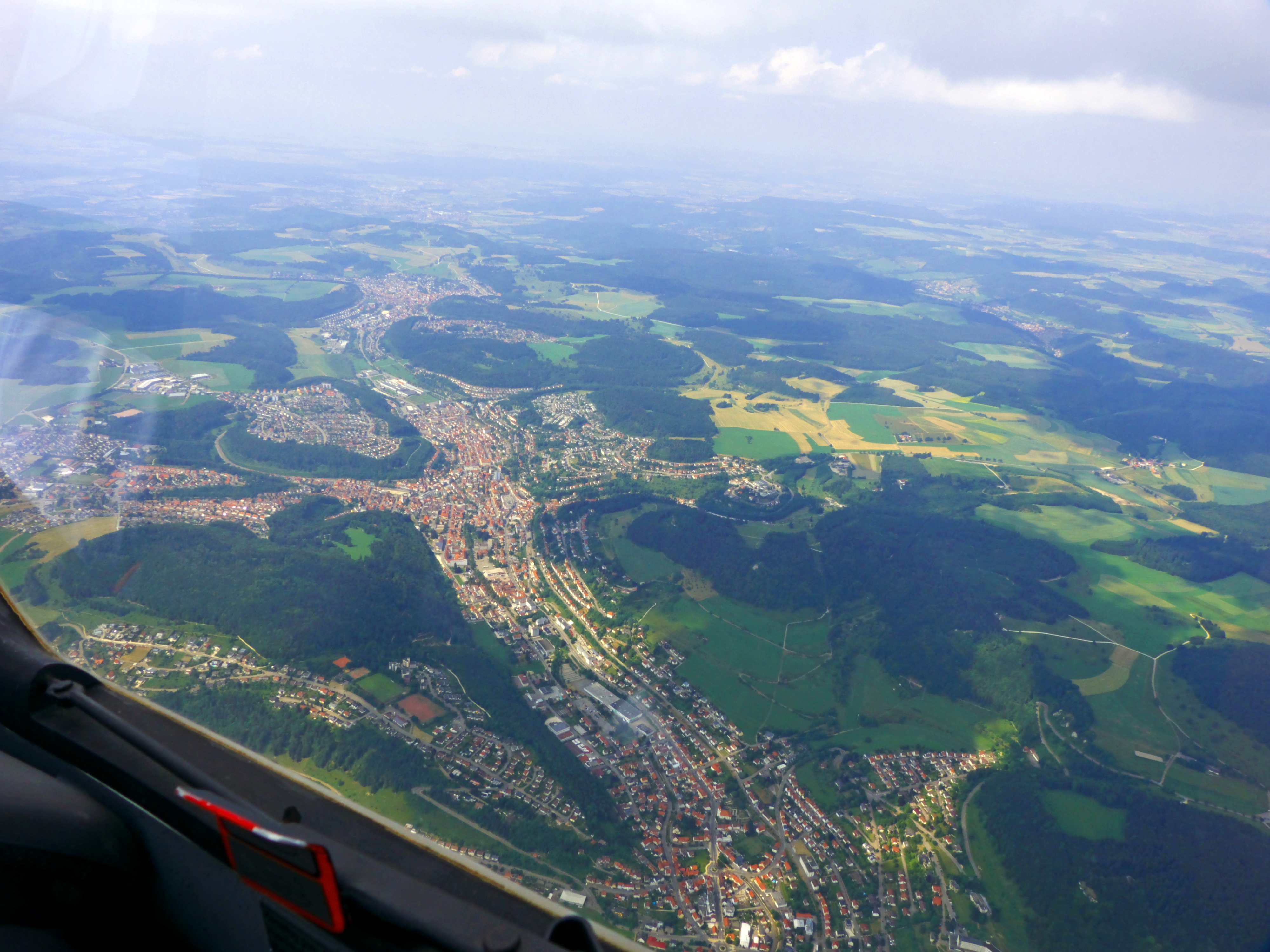
Talgang mit Truchtelfingen, Tailfingen, Onstmettingen

Albstadt (Ausspracheⓘ) ist eine Mittelstadt im Süden Baden-Württembergs auf der Schwäbischen Alb, etwa 85 km südlich von Stuttgart und etwa 60 km nördlich des Bodensees gelegen. Die im Rahmen der Gebietsreform 1975 durch Zusammenschluss der damaligen Städte Ebingen und Tailfingen sowie der Gemeinden Onstmettingen und Pfeffingen neu gebildete Stadt ist die größte im Zollernalbkreis und bildet ein Mittelzentrum für die umliegenden Gemeinden. Sie wurde bei ihrer Gründung zur Großen Kreisstadt erhoben, zumal die frühere Stadt Ebingen bereits seit 1956 Große Kreisstadt war.

## Geographie

### Geographische Lage
Albstadt liegt zwischen 578,7 m ü. NHN (Laufen an der Eyach) und 981,8 m ü. NHN (Oberer Berg) auf der Südwestalb, an der Nordwestgrenze am Albtrauf in den Tälern der oberen Eyach und ihrer Zuflüsse sowie der Schmiecha. Die Eyach entspringt unweit nördlich des Stadtteils Pfeffingen, fließt dann in südlicher Richtung durch Margrethausen und Lautlingen, wo sich der Fluss nach Westen wendet, dann den Stadtteil Laufen an der Eyach durchfließt und schließlich das Stadtgebiet in Richtung Balingen verlässt, bevor er in Starzach in den Neckar mündet. Die Schmiecha entspringt nordwestlich des Stadtteils Onstmettingen, fließt dann zunächst in östlicher Richtung nach Onstmettingen, wo sich der Fluss nach Süden wendet, anschließend die Stadtteile Tailfingen, Truchtelfingen und Ebingen durchfließt, sich nach Südosten wendet und das Stadtgebiet in Richtung Sigmaringen verlässt. Der in seinem Unterlauf als Schmeie bezeichnete Fluss mündet bei Inzigkofen in die Donau. Somit geht die Europäische Wasserscheide mitten durch das Stadtgebiet von Albstadt, ihren niedrigsten Punkt erreicht die Wasserscheide mit 742 m ü. NN zwischen Ebingen und Lautlingen auf der Höhe des ehemaligen römischen Kastells Lautlingen an der alten Grenzlinie des Alblimes. Die Quellen der beiden Flüsse Eyach und Schmiecha liegen nur wenige Kilometer voneinander entfernt.
Aufgrund des spät einsetzenden Frühlings und des frühen Wintereinbruchs sowie aufgrund der stark wasserdurchlässigen und eher unfruchtbaren Juraböden ist Albstadt für die Landwirtschaft eher uninteressant.
Die Stadt ist drittgrößter kommunaler Waldeigentümer in Baden-Württemberg.

### Klima
In Albstadt wurde die offiziell tiefste Temperatur in Baden-Württemberg seit Beginn der Wetteraufzeichnungen gemessen. Am 1. März 2005 wurden dort −36,1 °C in einer Doline am Flugplatz Degerfeld an der privat betriebenen Nebenstation Albstadt – Degerfeld (Doline) gemessen.

### Nachbargemeinden
Folgende Städte und Gemeinden grenzen an die Stadt Albstadt, sie werden im Uhrzeigersinn beginnend im Norden genannt. Die Gemeinden gehören zum Zollernalbkreis, sofern nicht anderes angegeben: Hechingen, Jungingen, Burladingen, Bitz, Winterlingen, Straßberg, Stetten am kalten Markt (Landkreis Sigmaringen), Meßstetten, Balingen und Bisingen.

### Stadtgliederung
| Wappen           | Wappen  | Wappen     | Wappen        | Wappen         | Wappen     | Wappen     | Wappen | Wappen        | Wappen     |
| ---------------- | ------- | ---------- | ------------- | -------------- | ---------- | ---------- | ------ | ------------- | ---------- |
| Stadtteil        | Ebingen | Tailfingen | Onstmettingen | Truchtelfingen | Pfeffingen | Lautlingen | Laufen | Margrethausen | Burgfelden |
| Einwohner (2006) | 19.618  | 12.234     | 5.384         | 3.229          | 2.168      | 1.998      | 1.753  | 1.084         | 345        |
| Einwohner (2010) | 18.718  | 11.522     | 5.006         | 3.101          | 2.144      | 1.833      | 1.709  | 1.023         | 364        |
| Einwohner (2014) | 18.675  | 11.208     | 4.903         | 3.035          | 1.982      | 1.808      | 1.664  | 0967          | 336        |
| Einwohner (2018) | 19.408  | 11.418     | 4.950         | 3.141          | 2.025      | 1.779      | 1.698  | 0953          | 303        |
| Einwohner (2021) | 19.556  | 11.552     | 4.957         | 3.196          | 1.982      | 1.744      | 1.680  | 964           | 301        |
| Einwohner (2023) | 20.082  | 11.899     | 5.042         | 3.241          | 2.005      | 1.810      | 1.691  | 976           | 294        |

Die Stadtteile Burgfelden, Laufen, Lautlingen, Margrethausen, Pfeffingen und Onstmettingen sind zugleich Ortschaften im Sinne der baden-württembergischen Gemeindeordnung, das heißt, sie haben einen von den Wahlberechtigten bei jeder Kommunalwahl neu zu wählenden Ortschaftsrat mit einem Ortsvorsteher als Vorsitzenden. In jeder der Ortschaften gibt es ein Ortsamt, quasi ein „Rathaus vor Ort“, in welchem der Ortsvorsteher sein Büro hat. Der Stadtteil Tailfingen hat ein entsprechendes Bürgerbüro mit einem Leiter.
Zu einigen Stadtteilen gehören noch räumlich getrennte Wohnplätze mit eigenem Namen, die jedoch meist nur wenige Einwohner haben oder Wohngebiete mit eigenem Namen, deren Bezeichnungen sich im Laufe der Bebauung ergeben haben und deren Grenzen meist nicht genau festgelegt sind. Im Einzelnen sind zu nennen:
- in Ebingen: Ehestetter Hof, Ehestetter Mühle, Eselmühle, Fohlenweide, Galthaus, Im Degerwand, Im Kienten, Im Mehlbaum, Jausenteich, Oststadt, Petersburg, Sandgrube, Setze, Stopper, (Am) Schloßberg, Waldheim, Weiherwuhr, Weststadt und Weißenburg
- in Lautlingen: Tierberg, Eisental
- in Margrethausen: Ochsenberg
- in Onstmettingen: Hohberg, Allenberghöfe, Dagersbrunnen, Heuberghöfe, Raichberg, Ritzenbühl, Stich, Zaislen und Zollersteighof
- in Pfeffingen: Brechetsteighof, Roschbach und Zitterhof
- in Tailfingen: Neuweiler, Schafbühl, Stiegel, Langenwand, Lammerberg, Nank und Weiler Tal
- in Truchtelfingen: Auf Hofstett, Bol und Rossental

### Raumplanung
Albstadt bildet ein Mittelzentrum innerhalb der Region Neckar-Alb, zu dessen Mittelbereich neben Albstadt selbst die Städte und Gemeinden Bitz, Meßstetten, Nusplingen, Obernheim, Straßberg und Winterlingen im Zollernalbkreis sowie Neufra im Landkreis Sigmaringen gehören.

### Schutzgebiete
81 % der Stadtfläche Albstadts sind Natur- bzw. Landschaftsschutzgebiete. Dies zeigt, dass die Landschaft um Albstadt von einem besonders hohen naturschutzfachlichen Wert ist.

#### Naturschutzgebiete
Sechzehn Naturschutzgebiete liegen ganz oder teilweise im Stadtbereich. Zum einen sind einige Wacholderheiden und Magerrasen als Naturschutzgebiete ausgewiesen. Dazu gehören insbesondere der Braunhartsberg südlich von Langenwand, der Hochberg und das Känzele nördlich von Tailfingen, der Mehlbaum nordöstlich von Ebingen, die Gebiete Leimen und Lauen, beide östlich von Truchtelfingen und das Längenloch bei Onstmettingen.
Auch die Feuchtgebiete entlang der Schmiecha sind als Naturschutzgebiete Geifitze, Tailfinger Ried und Eselmühle geschützt. Bei den Dobelwiesen südlich von Laufen handelt es sich um ein Flachmoor.
Die Zellerhornwiese nördlich von Onstmettingen ist das älteste Naturschutzgebiet im Zollernalbkreis.
Weitere, hauptsächlich walddominierte Naturschutzgebiete sind das Kugelwäldle, und das Untereck. Einen kleinen Anteil hat die Stadt auch am Naturschutzgebiet Irrenberg-Hundsrücken.

#### Landschaftsschutzgebiete
Die gesamte Gemarkung von Albstadt bis auf die besiedelten Bereiche und die Naturschutzgebiete gehört zum Landschaftsschutzgebiet Albstadt-Bitz.

#### Natura 2000
Die Stadt Albstadt hat Anteil an vier FFH-Gebieten (Gebiete um Albstadt, Östlicher Großer Heuberg, Schmeietal und Truppenübungsplatz Heuberg) sowie am Vogelschutzgebiet Südwestalb und Oberes Donautal.

## Geschichte

### Mittelalter
Erstmals erwähnt wurden die Orte Ebingen, Laufen, Lautlingen, Pfeffingen und Tailfingen in einer Urkunde des Klosters St. Gallen 793; 950 wurden auch Truchtelfingen, 1064 Onstmettingen und Burgfelden und 1275 Margrethausen erstmals urkundlich erwähnt, die alle heutiges Stadtgebiet sind. Bereits 1285 geht aus Urkunden hervor, dass Ebingen Stadtrechte verliehen worden waren, 1338 wurde das Kloster Margrethausen gestiftet.
Ebingen gehörte in der Mitte des 11. Jahrhunderts den Zollern und ging während einer zollerischen Erbteilung an die Grafen von Hohenberg über. Diese verpfändeten die Stadt 1367 an Württemberg, wo sie bald darauf Sitz eines Amtes wurde. 1403 kamen auch Burgfelden, Laufen, Onstmettingen, Pfeffingen, Tailfingen und Truchtelfingen zu Württemberg.

### Frühe Neuzeit
Durch die Einführung der Reformation 1534 in Württemberg unter Herzog Ulrich wurden die Orte Burgfelden, Ebingen, Laufen, Onstmettingen, Pfeffingen, Tailfingen und Truchtelfingen evangelisch. Der Konstanzer Reformator Ambrosius Blarer war hier im Auftrag des Herzogs tätig. 1550 ging die Ortsherrschaft von Lautlingen und Margrethausen von den Herren von Tierberg an die Herren von Westerstetten über, 1625 weiter an die Herren von Stauffenberg. 1805 kamen auch diese beiden Orte zu Württemberg.
Zwischen 1764 und 1770 war der „Mechanikerpfarrer“ Philipp Matthäus Hahn der Pfarrer der Gemeinde Onstmettingen.

### Zeit des Königreichs Württemberg
1807 wurde das Amt Ebingen aufgelöst und gemäß der neuen Verwaltungsgliederung Württembergs dem Oberamt Balingen zugeteilt; Ebingen wurde jedoch zwischen 1810 und 1817 Sitz eines eigenen Ober- bzw. Unteramtes.
1811 wurde das Kloster Margrethausen aufgelöst und die Gemeinden Lautlingen und Margrethausen auf königlichen Erlass hin getrennt. 1834 gab es die erste Dampfmaschine des Königreichs Württemberg in Ebingen, 1842 wurde das Hauptgebäude des Stauffenberg-Schlosses in Lautlingen in seiner heutigen Form errichtet. 1859 werden – als Spätfolge der Auflösung des Klosters – die Klosterkirche und der Südflügel der Klosteranlage Margrethausen abgebrochen.

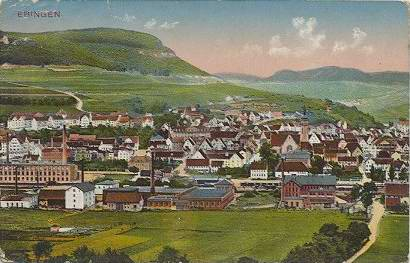
Ebingen um 1900

Als Beginn der Industrialisierung in diesem Gebiet wird die Eröffnung der „Zollernbahn“, die von Tübingen bis Sigmaringen führte, angesehen. Mit der Eröffnung der Bahnstation in Laufen, Lautlingen und Ebingen 1878 kam somit der Anschluss an das Streckennetz der Württembergischen Staatseisenbahnen.
1892 wurden in Burgfelden in der St.-Michaelskirche Wandmalereien gefunden. Am 16. November 1911 wurde das heutige Stadtgebiet durch ein Erdbeben Gebäude beschädigt, wobei insbesondere die Gebiete von Tailfingen, Lautlingen und Margrethausen betroffen waren.

### Weimarer Republik und NS-Zeit
Seit 1918/19 befand sich das heutige Stadtgebiet im freien Volksstaat Württemberg. 1930 wurde Tailfingen zur Stadt erhoben und 1934 durch die Eingemeindung von Truchtelfingen vergrößert. Bei der Verwaltungsreform während der NS-Zeit in Württemberg gelangte das Gebiet 1938 zum Landkreis Balingen.
Am 28. Mai 1943 kam es erneut zu einem Erdbeben mit zum Teil schweren Gebäudeschäden.
Im Zweiten Weltkrieg wurde am 11. Juli 1944 ein schwerer Bombenangriff auf Ebingen mit 65 Todesopfern und am 20. Februar 1945 ein weiterer auf Laufen an der Eyach mit 19 Todesopfern ausgeführt. Im April 1945 rückten die Franzosen ein und Südwürttemberg gehörte nachfolgend zu deren Besatzungszone.

### Nachkriegszeit
Das heutige Stadtgebiet Albstadts fiel offiziell 1947 an das neu errichtete Land Württemberg-Hohenzollern. Ab 1952 gehörte das Gebiet zum Regierungsbezirk Südwürttemberg-Hohenzollern innerhalb des neuen Bundeslandes Baden-Württemberg. 1956 erlangte Ebingen den Status einer Großen Kreisstadt. Am 1. Juli 1971 wurde Burgfelden nach Pfeffingen eingemeindet. Margrethausen wurde am 1. Dezember 1971 in die Stadt Ebingen eingegliedert. Am 1. Mai 1972 wurde Lautlingen und am 1. Mai 1973 auch Laufen an der Eyach zu Ebingen gezählt. Durch die Kreisreform in Baden-Württemberg gelangten alle Stadtteile am 1. Januar 1973 zum Zollernalbkreis.
Albstadt entstand am 1. Januar 1975 durch den Zusammenschluss der Städte Ebingen (mit Laufen an der Eyach, Lautlingen und Margrethausen) und Tailfingen (mit Truchtelfingen). Die Gemeinden Onstmettingen und Pfeffingen (mit Burgfelden) kamen hinzu.
Die Fusion wurde insbesondere von Hans Hoss, Oberbürgermeister der Großen Kreisstadt Ebingen, und Horst Kiesecker, Bürgermeister der Stadt Tailfingen, vorbereitet und letztlich trotz kontroverser Bürgerentscheide von den Gemeinderäten verabschiedet.
Am 3. September 1978 wurde das Stadtgebiet wiederum von einem schweren Erdbeben heimgesucht, was zwar hohe Sach-, aber keine Personenschäden verursachte. 6850 Gebäude wurden beschädigt. Der Schaden belief sich auf 275 Mio. DM.
Das Freizeitbad Badkap wurde 1980 eröffnet, sieben Jahre später fanden in Albstadt die Heimattage Baden-Württemberg statt. 1988 wurde schließlich die „Fachhochschule Albstadt-Sigmaringen“ (heute: Hochschule Albstadt-Sigmaringen) eröffnet, im Jahr darauf das Philipp-Matthäus-Hahn-Museum in Albstadt-Onstmettingen. Das Maschenmuseum in Tailfingen wie auch das Ebinger Heimatmuseum bestehen seit 1996. 2004 wurde die Westtangente in Ebingen fertiggestellt. 2007 fanden die Baden-Württembergischen Literaturtage in Albstadt statt.

### Einwohnerentwicklung

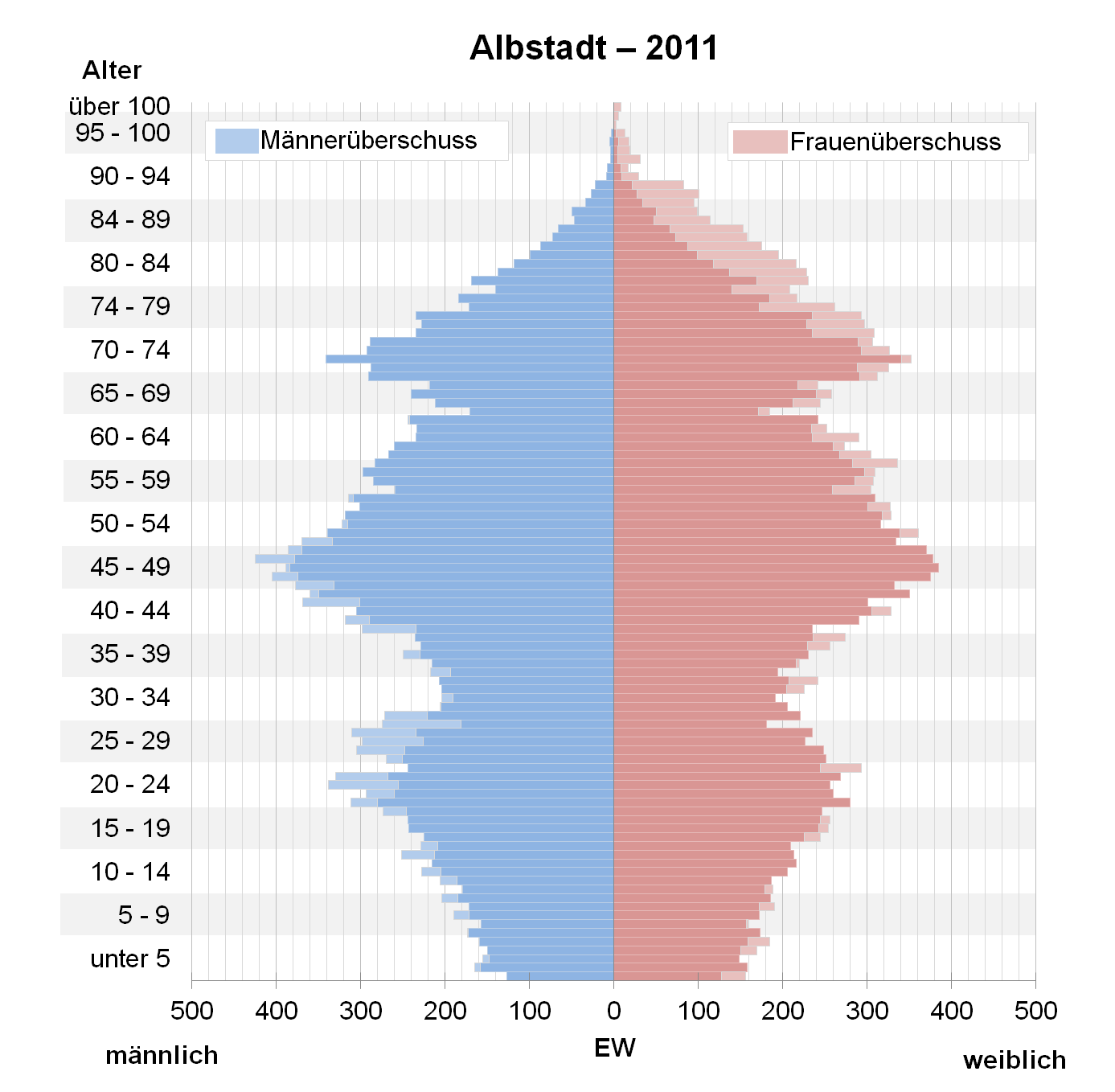
Bevölkerungspyramide für Albstadt (Datenquelle: Zensus 2011)

Einwohnerzahlen nach dem jeweiligen Gebietsstand. Die Zahlen sind Volkszählungsergebnisse (¹) oder amtliche Fortschreibungen der jeweiligen Statistischen Ämter (nur Hauptwohnsitze).
| \| Datum \| Einwohner \| \| ----------------- \| --------- \| \| 31. Dezember 1975 \| 50.772 \| \| 31. Dezember 1980 \| 48.152 \| \| 25. Mai 19871 \| 46.369 \| \| 31. Dezember 1990 \| 49.021 \| \| 31. Dezember 1995 \| 49.463 \| \| 31. Dezember 2000 \| 47.855 \| \| 31. Dezember 2005 \| 46.505 \| \| 31. Dezember 2010 \| 44.974 \| \| 31. Dezember 2015 \| 44.431 \| \| 31. Dezember 2020 \| 45.472 \| |           |
| Datum | Einwohner |
| 31. Dezember 1975 | 50.772    |
| 31. Dezember 1980 | 48.152    |
| 25. Mai 19871 | 46.369    |
| 31. Dezember 1990 | 49.021    |
| 31. Dezember 1995 | 49.463    |
| 31. Dezember 2000 | 47.855    |
| 31. Dezember 2005 | 46.505    |
| 31. Dezember 2010 | 44.974    |
| 31. Dezember 2015 | 44.431    |
| 31. Dezember 2020 | 45.472    |

1 Volkszählungsergebnis (Daten früherer Jahre finden sich z. B. bei Ebingen)

### Staatsangehörigkeiten
2012 hatten 5.806 Einwohner (13,19 %) eine ausländische Staatsbürgerschaft. Die größten Anteile hatten Staatsangehörige der Türkei (1.537 Personen, 3,49 % der Gesamtbevölkerung), Italiens (1.273 Personen, 2,89 %), Kroatiens (455 Personen, 1,03 %) und Serbiens (402 Personen, 0,91 %).

## Religion

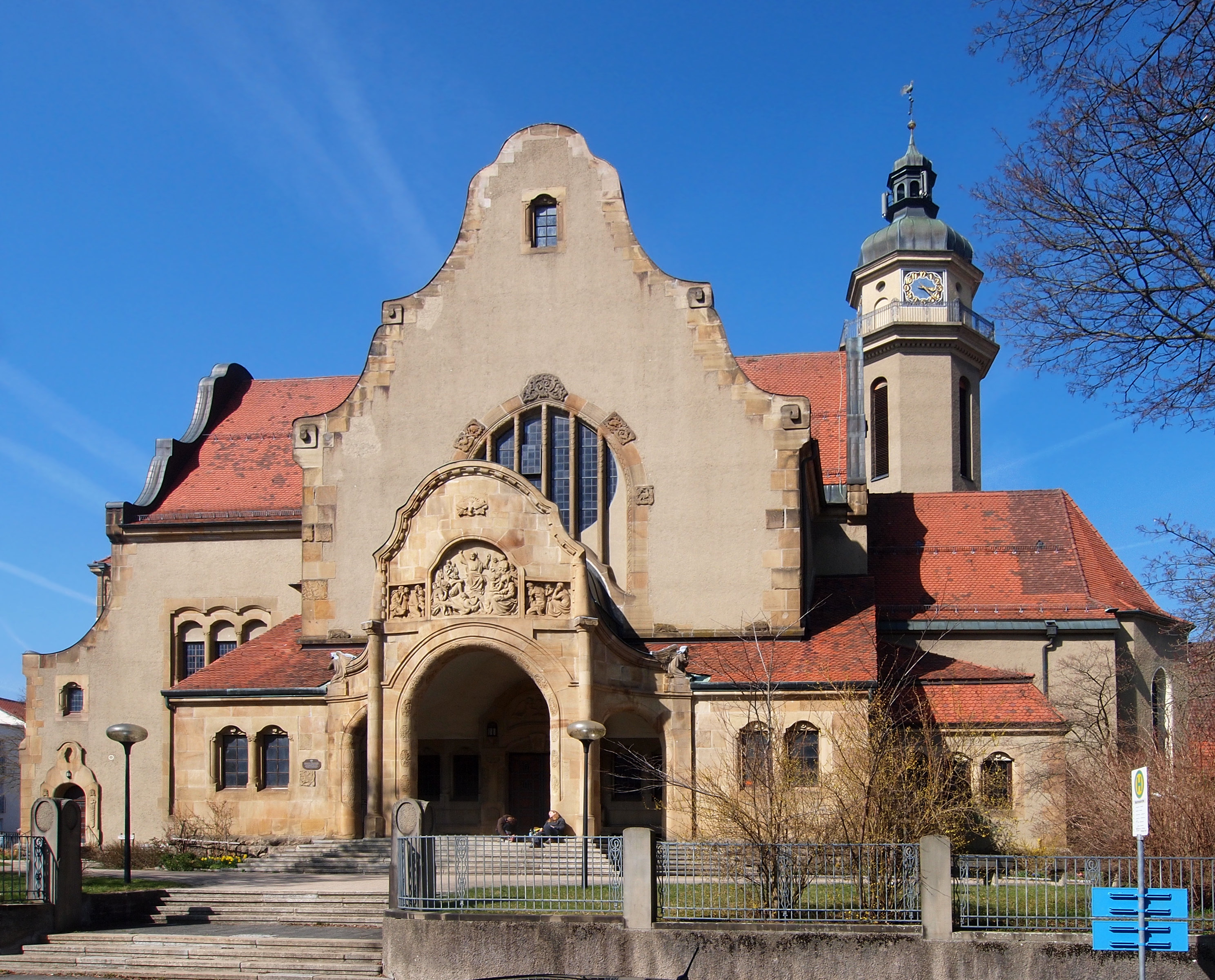
Martinskirche Ebingen

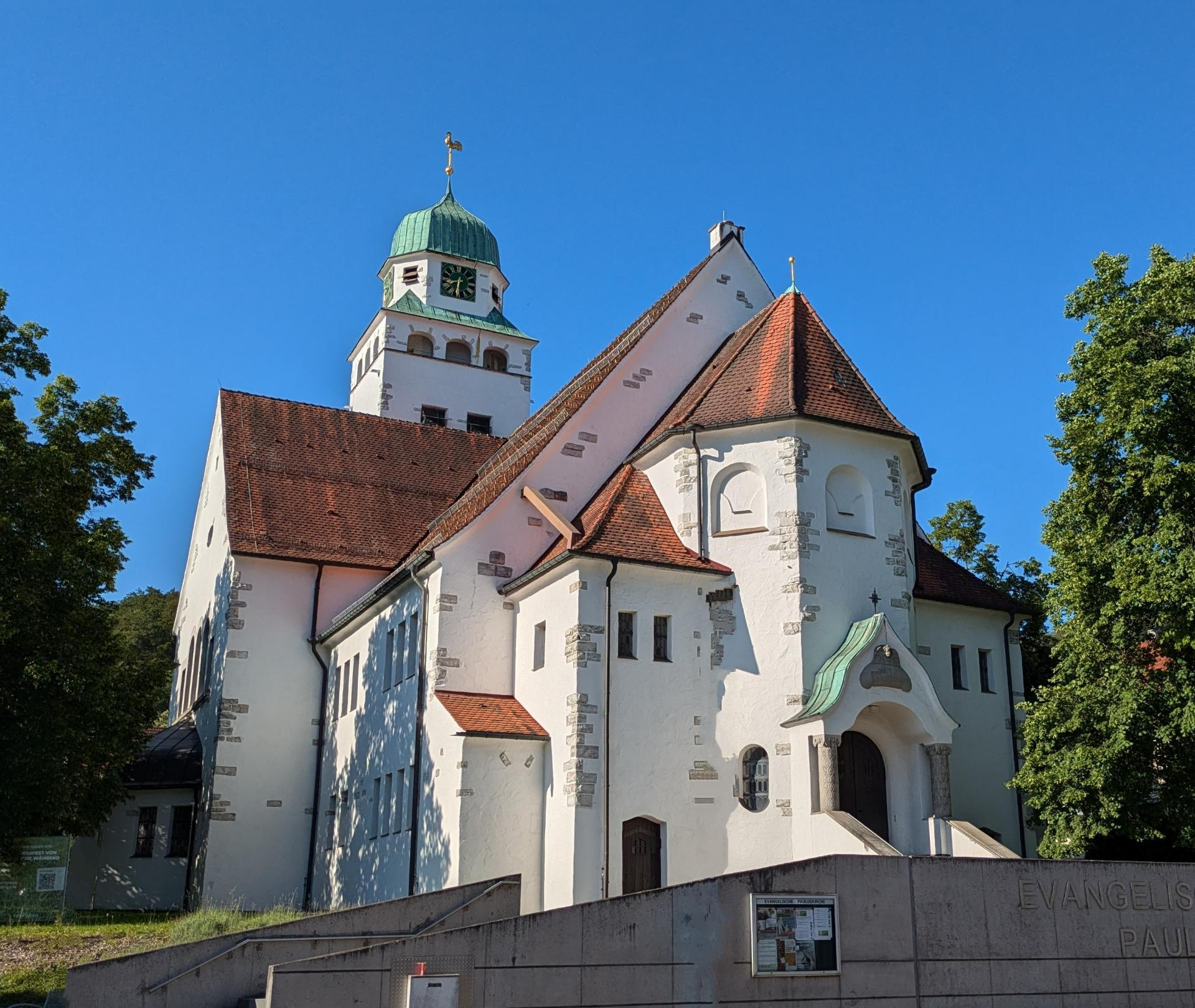
Pauluskirche Tailfingen

Folgende Kirchen und Glaubensgemeinschaften sind in Albstadt vertreten:
- Evangelische Landeskirche in Württemberg
- Römisch-katholisches Bistum Rottenburg-Stuttgart
- Islamische Gemeinde Ebingen
- Ahmadiyya Muslim Jamaat Ebingen
- Evangelisch-methodistische Kirche Früher genutzte Kirchen in Tailfingen und Pfeffingen.[13] Die Methodisten feiern heute ihre Gottesdienste in Meßstetten und Ebingen.
- Adventgemeinde in Ebingen
- Altpietistischer Gemeinschaftsverband in Onstmettingen
- Biblische Glaubens-Gemeinde Zollernalb in Ebingen
- Freie Christengemeinde
- Jehovas Zeugen in Ebingen und Tailfingen
- Neuapostolische Kirche in Tailfingen[14]
- Russisch-Orthodoxe Kirche in Tailfingen

Das Gebiet der heutigen Stadt Albstadt gehörte anfangs zum Bistum Konstanz und war dem Archidiakonat „ante nemus“ unterstellt. Infolge der Zugehörigkeit zu Württemberg wurde in den meisten Stadtteilen 1534 die Reformation eingeführt, so dass diese über viele Jahrhunderte überwiegend protestantisch waren. Lediglich die Orte Lautlingen und Margrethausen blieben beim alten Glauben, weil die Orte als freie Reichsritterschaft den Herren von Tierberg gehörten und diese beim alten Glauben blieben. In allen evangelischen Orten gibt es daher jeweils eine evangelische Kirchengemeinde und eine meist alte, jetzt evangelische Kirche. Die evangelischen Kirchengemeinden in den Stadtteilen Burgfelden, Ebingen, Laufen an der Eyach, Onstmettingen, Pfeffingen, Tailfingen und Truchtelfingen gehören zum Dekanat bzw. Kirchenbezirk Balingen der Evangelischen Landeskirche Württemberg, wobei in Tailfingen neben der alten Peterskirche im 20. Jahrhundert ebenso wie in Ebingen weitere Kirchen entstanden, nämlich 1907 die Pauluskirche, 1953 die Erlöserkirche und 1965 das evangelische Gemeindezentrum auf Stiegel.
Bedingt durch die Industrialisierung zogen im 19. Jahrhundert wieder Katholiken nach Ebingen und Tailfingen, später auch in die anderen evangelischen Stadtteile Albstadts. 1892 konnte sich die Gemeinde Ebingen ihre eigene Kirche St. Josef bauen, die gleichzeitig zur Pfarrei erhoben wurde. Eine weitere katholische Kirche mit Pfarrei (Heilig-Kreuz) wurde 1965 errichtet, gefolgt von der St.-Hedwigskirche von 1973. In Tailfingen wurde 1903 die St.-Bonifatius-Kirche errichtet, die jedoch 1935 abgebrochen wurde. Die heutigen katholischen Kirchen in Tailfingen sind die St.-Elisabeth-Kirche von 1935 und die St.-Franziskus-Kirche von 1969. In Onstmettingen wurde 1955 die Kirche St. Maria gebaut. Die Kirchengemeinde St. Margareta in Margrethausen, die eine Kirche aus dem Jahr 1707 besitzt, betreut auch die Katholiken in Burgfelden und Pfeffingen. Zur Kirchengemeinde St. Johann Baptist Lautlingen, deren Pfarrkirche zweimal neu erbaut wurde, nämlich 1670 nach der Zerstörung im Dreißigjährigen Krieg ein weiteres Mal nach dem Erdbeben 1911, gehören auch die Katholiken in Laufen an der Eyach. Alle katholischen Kirchengemeinden Albstadts gehören zum Dekanat Balingen des Bistums Rottenburg-Stuttgart.

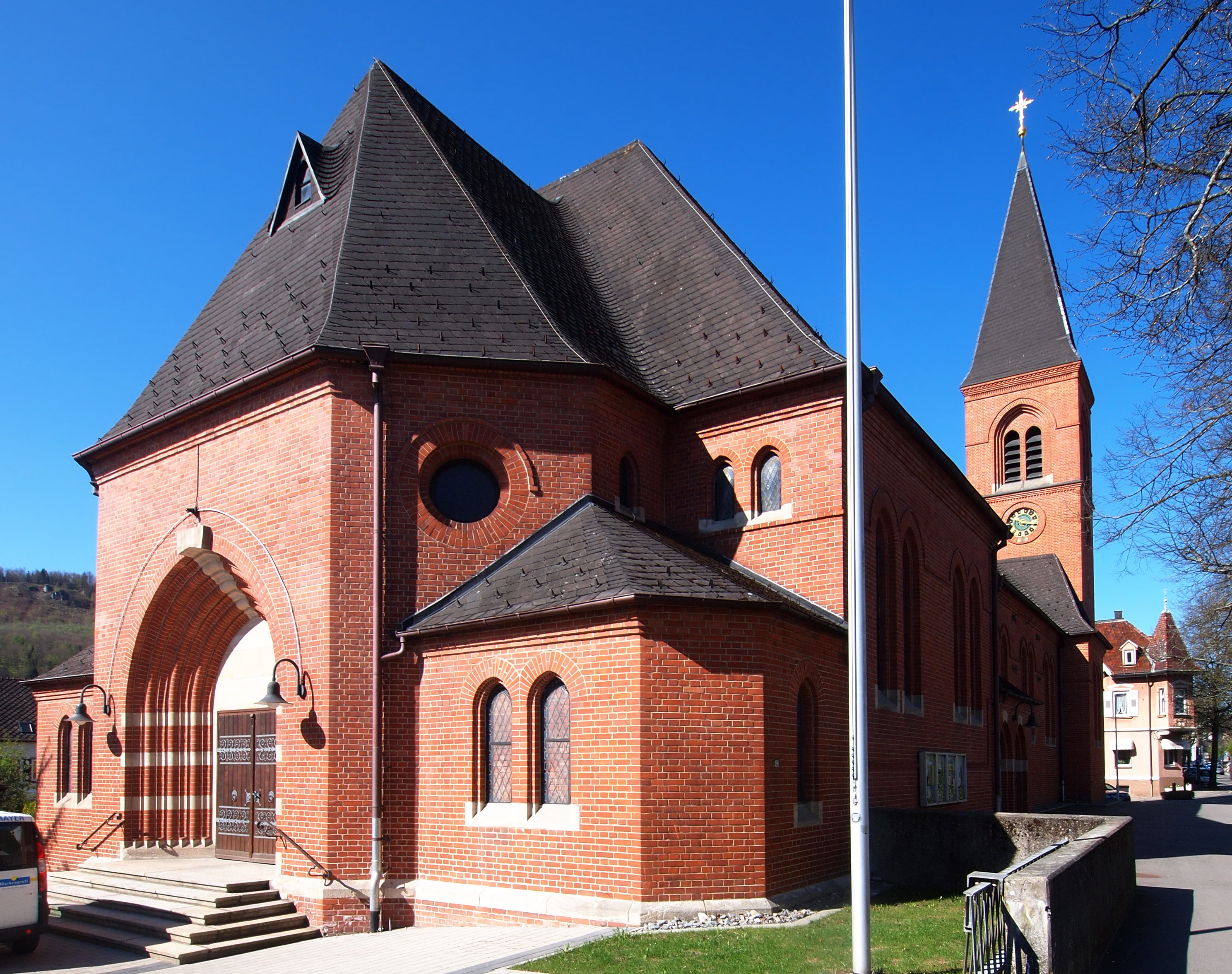
Ebingen, St. Josef
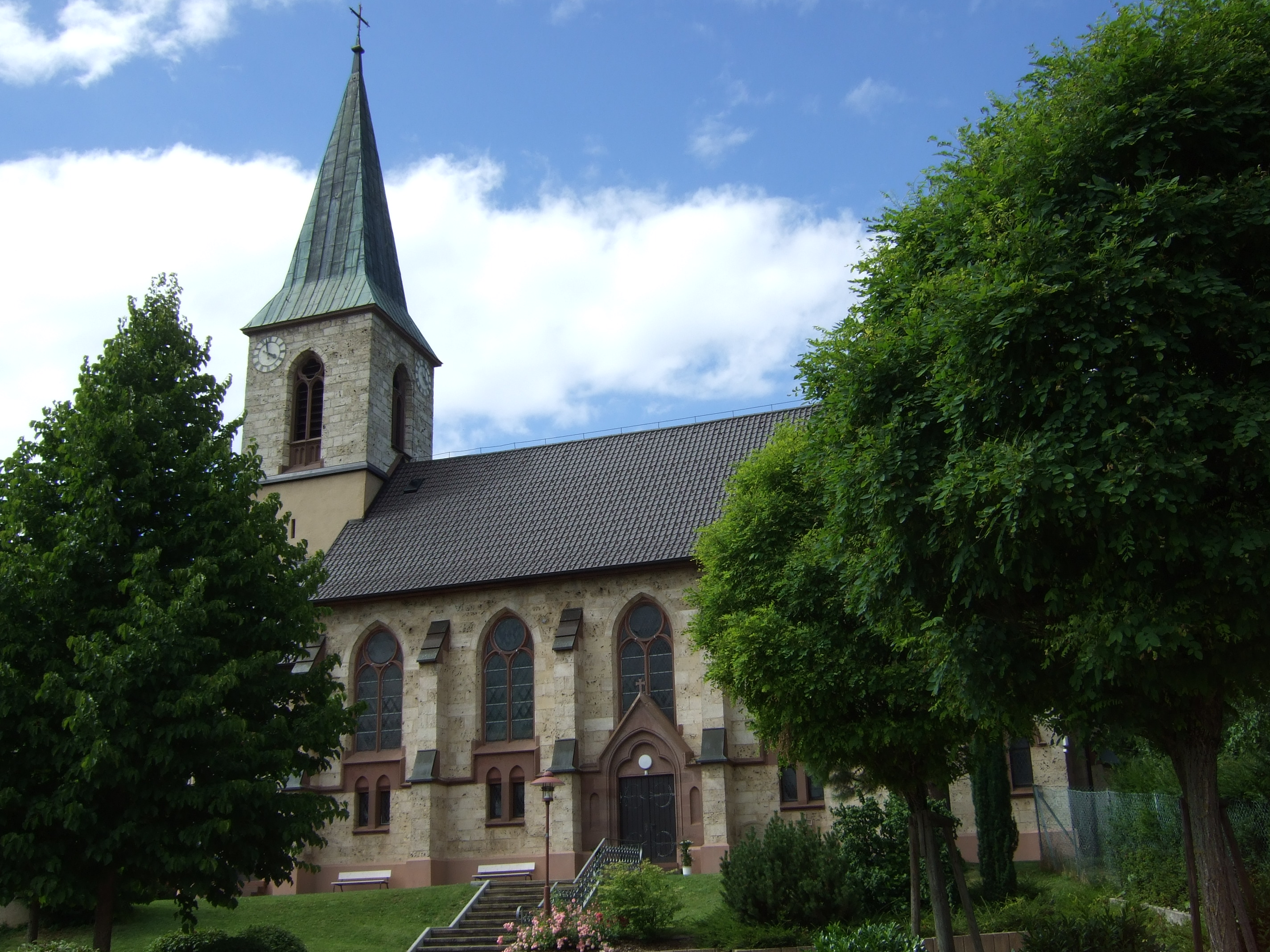
St. Nikolauskirche Pfeffingen
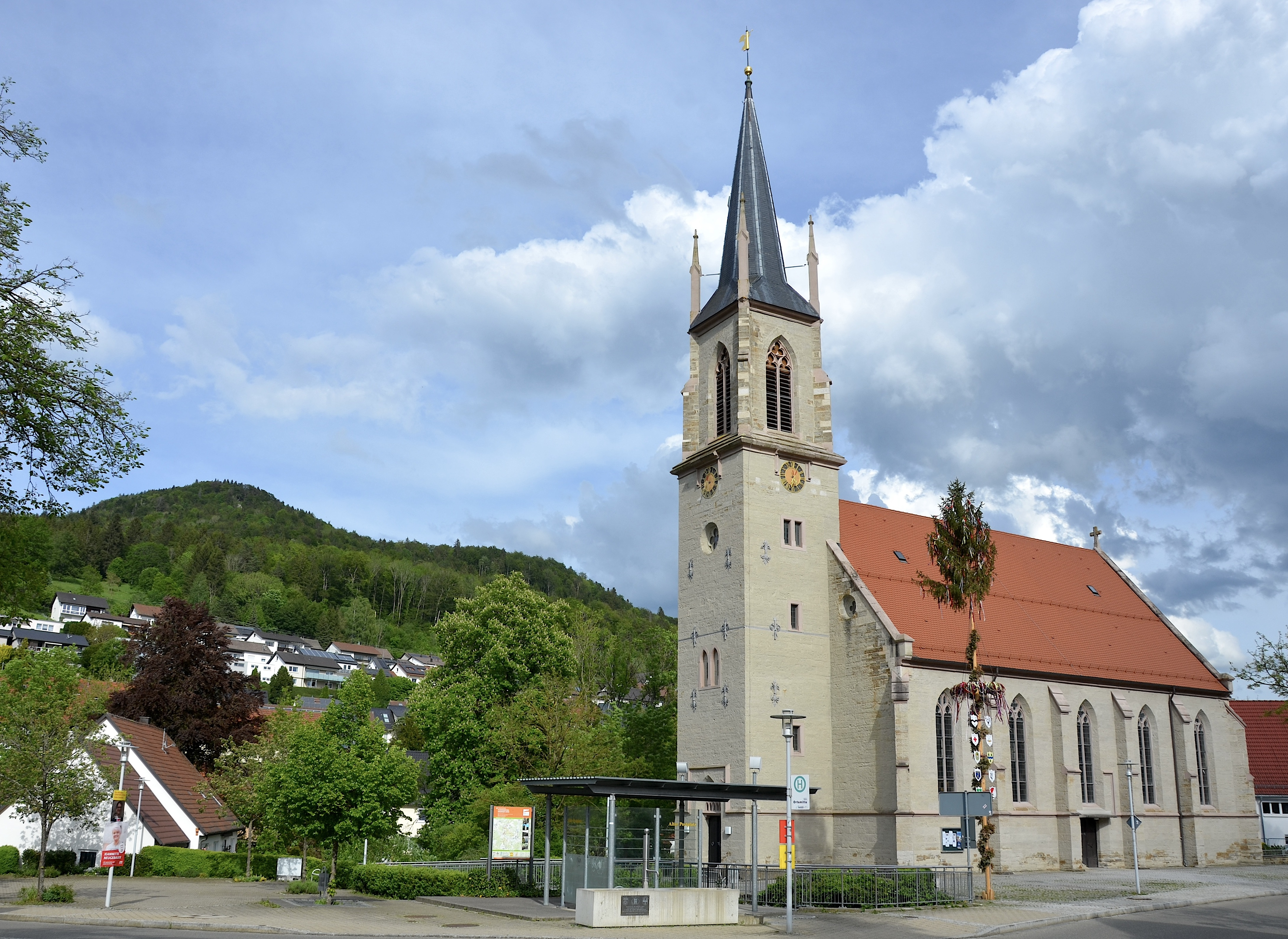
Evangelische Kirche Laufen
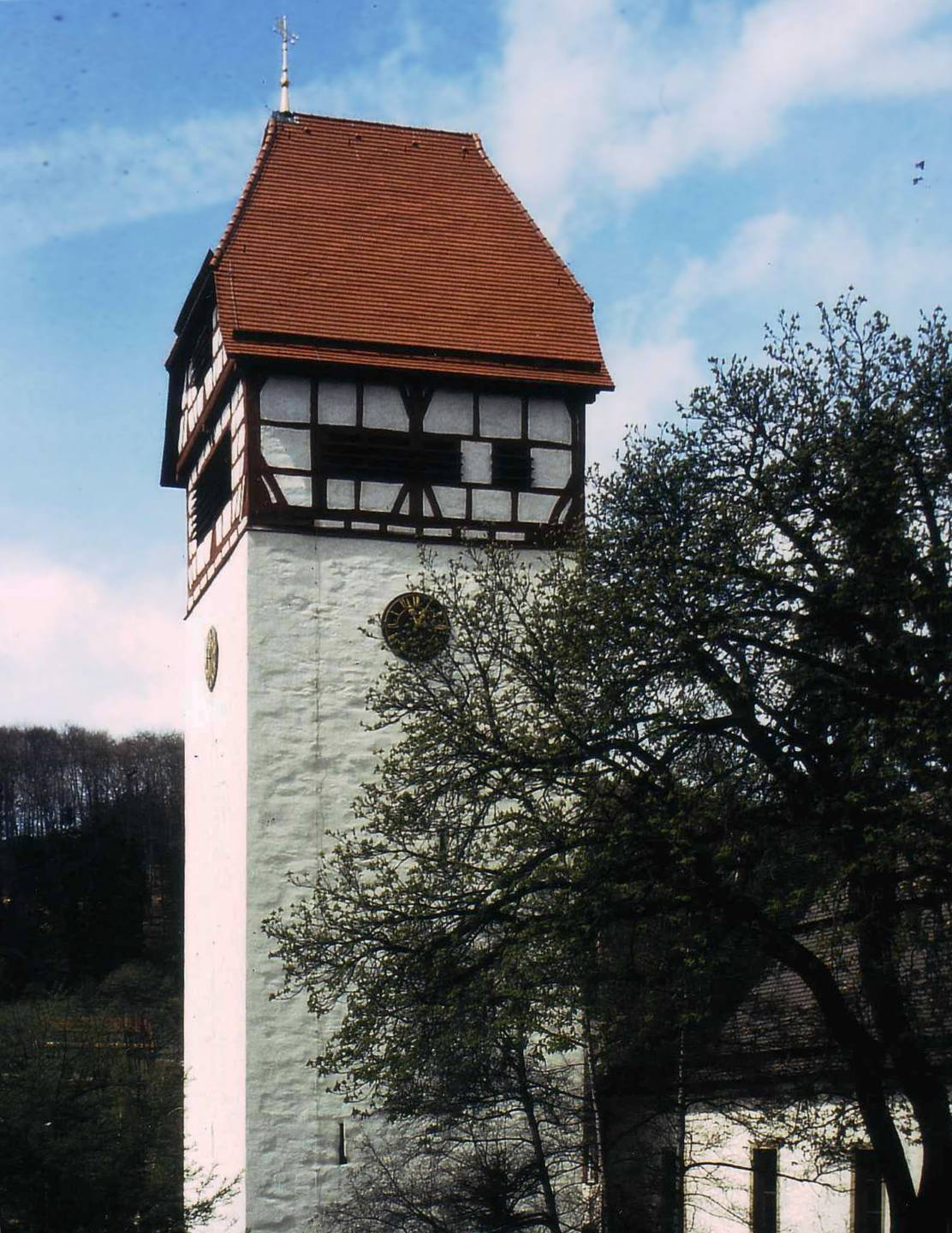
Peterskirche Tailfingen
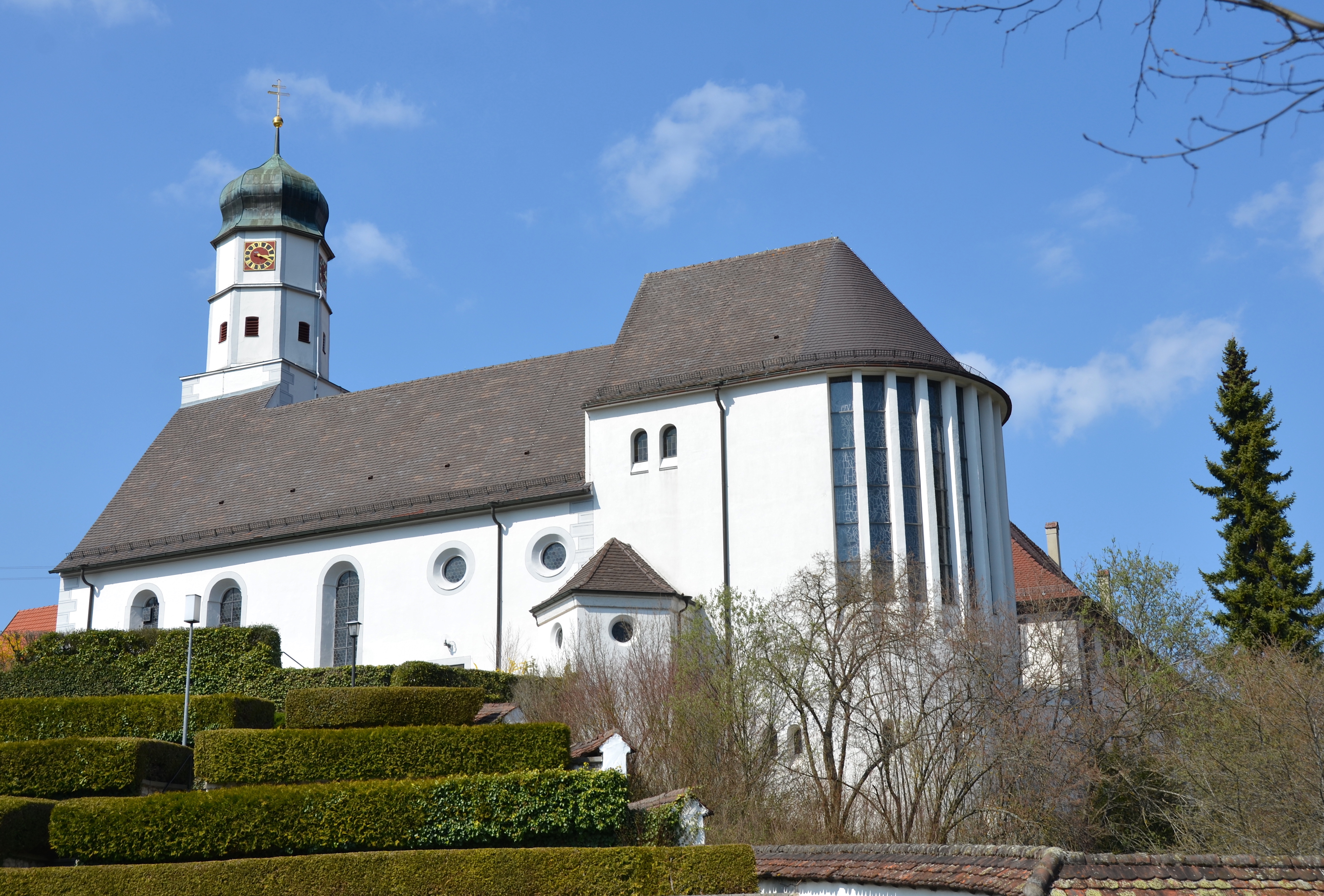
Margrethausen, St. Margareta
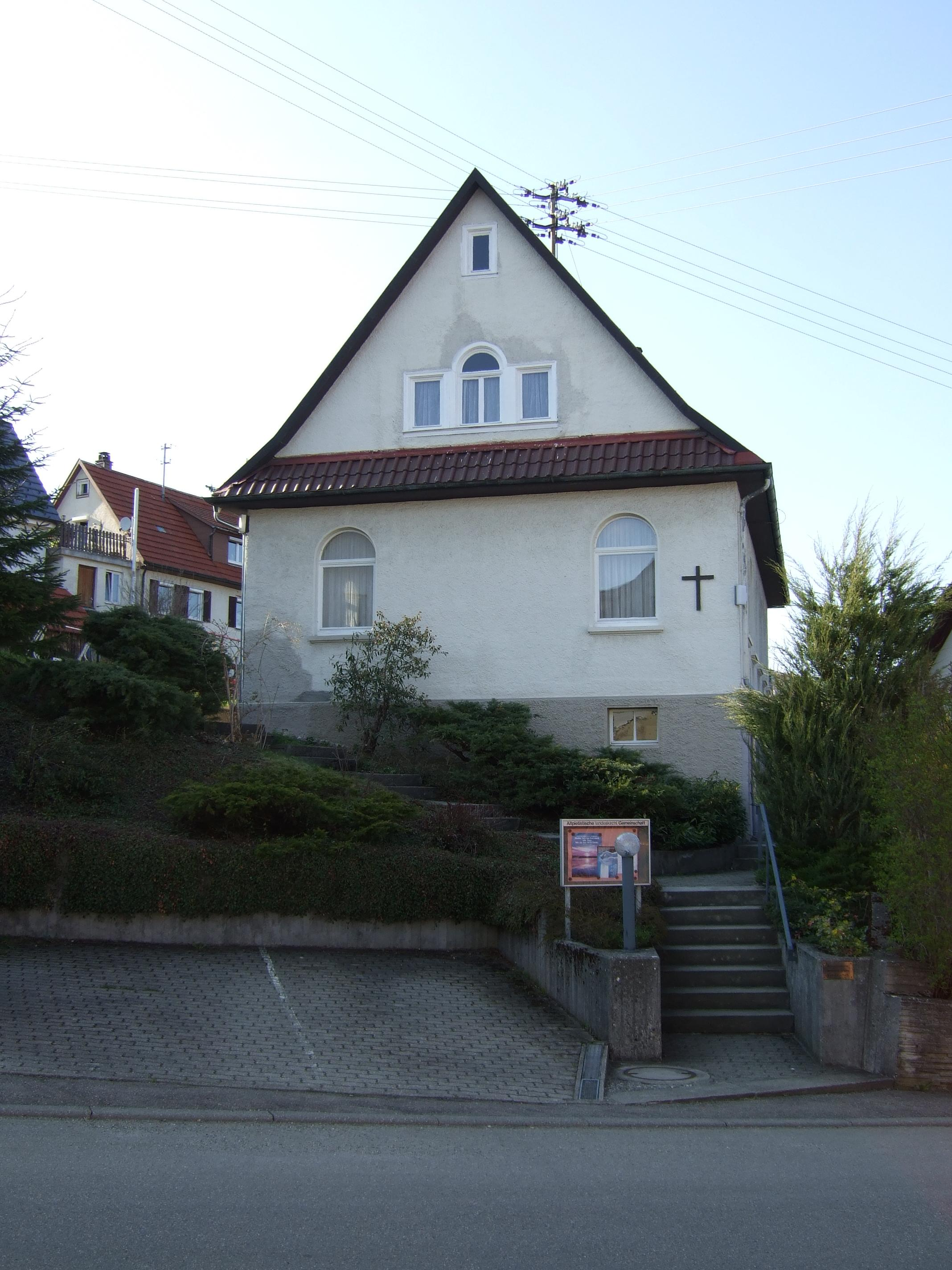
Onstmettingen, Altpietisten
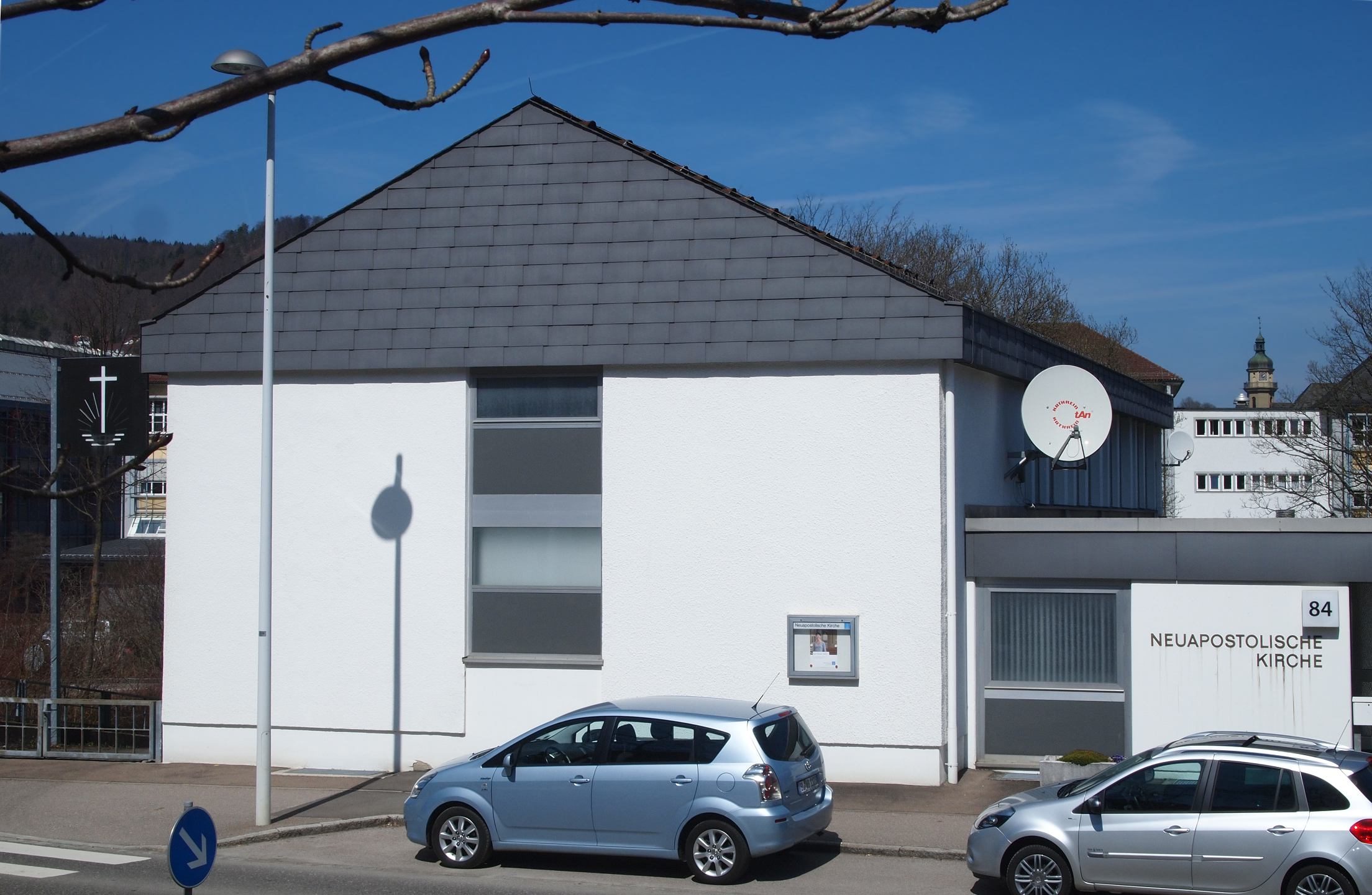
Neuapostolische Kirche Ebingen
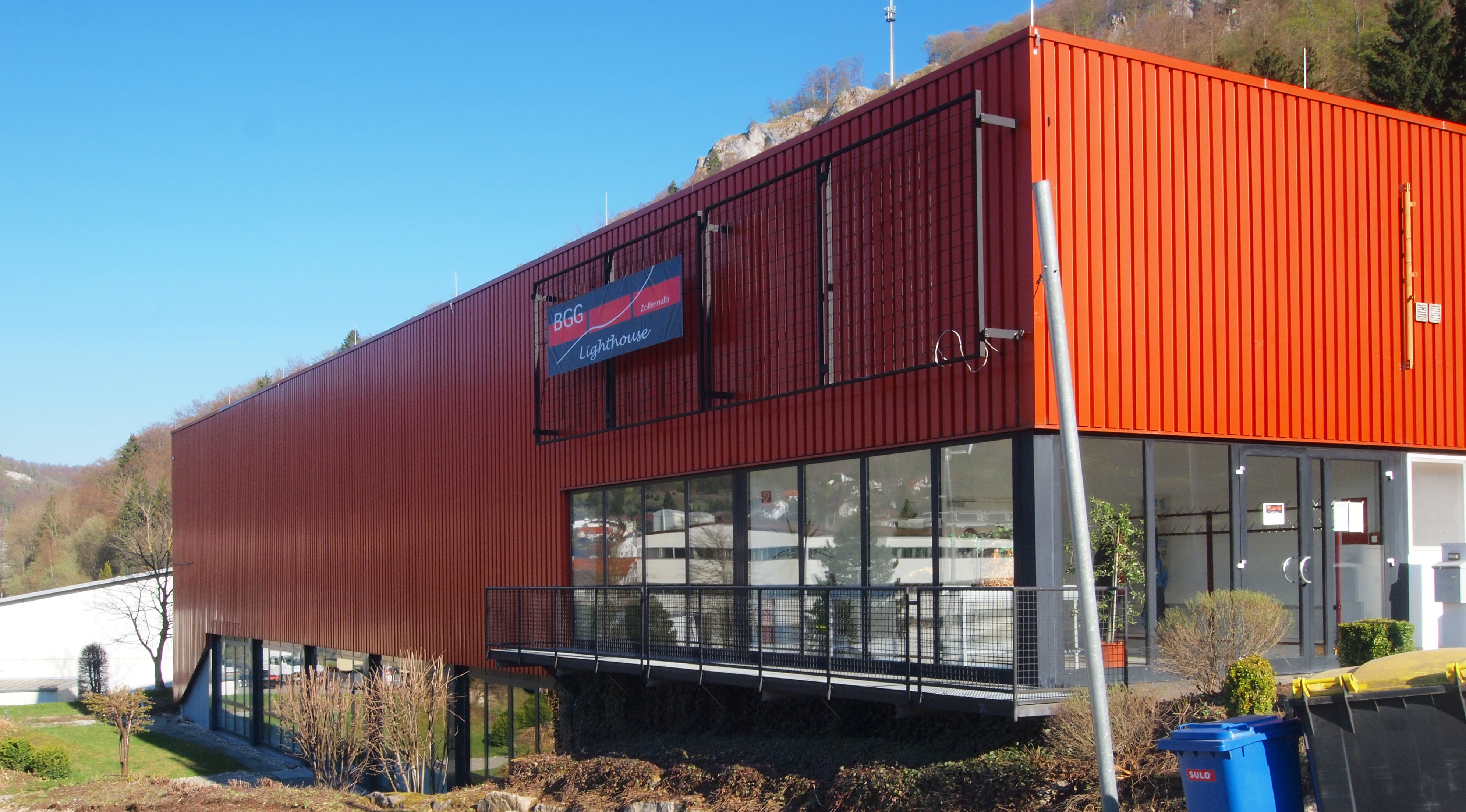
Lighthouse Zollernalb (Biblische Glaubens-Gemeinde)

## Politik

### Gemeinderat
In Albstadt hat der Gemeinderat 32 Mitglieder, Er besteht aus den gewählten ehrenamtlichen Gemeinderäten und dem Oberbürgermeister als Vorsitzendem. Der Oberbürgermeister ist im Gemeinderat stimmberechtigt.
Die Kommunalwahl am 9. Juni 2024 führte zu folgendem amtlichen Endergebnis:

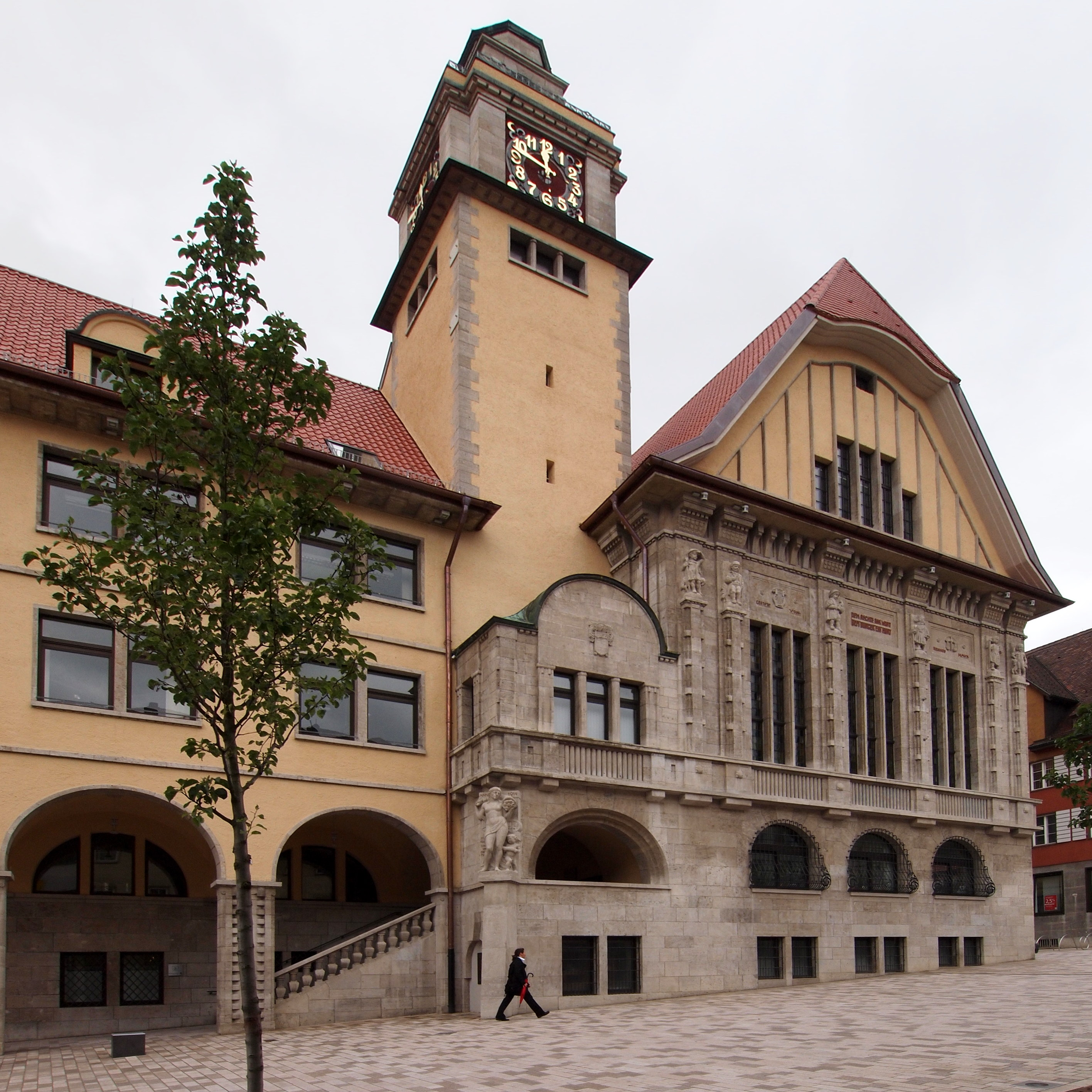
Rathaus Ebingen

| Parteien und Wählergemeinschaften | Parteien und Wählergemeinschaften           | % 2024 | Sitze 2024 |        | % 2019 | Sitze 2019 | Kommunalwahl 2024 %403020100 32,19 %19,33 %16,25 %10,51 %10,16 %7,45 %3,31 %0,79 % CDUFWWSASPDGrüneFDPZUGFLZGewinne und Verlusteim Vergleich zu 2019 %p 6 4 2 0 −2 −4 −6+5,29 %p−0,57 %p+3,65 %p−0,99 %p−4,94 %p−3,15 %p−0,09 %p+0,79 %pCDUFWWSASPDGrüneFDPZUGFLZ |
| CDU                               | Christlich Demokratische Union Deutschlands | 32,19  | 11         | 26,9   | 9      |            | Kommunalwahl 2024 %403020100 32,19 %19,33 %16,25 %10,51 %10,16 %7,45 %3,31 %0,79 % CDUFWWSASPDGrüneFDPZUGFLZGewinne und Verlusteim Vergleich zu 2019 %p 6 4 2 0 −2 −4 −6+5,29 %p−0,57 %p+3,65 %p−0,99 %p−4,94 %p−3,15 %p−0,09 %p+0,79 %pCDUFWWSASPDGrüneFDPZUGFLZ |
| FW                                | Freie Wähler Albstadt                       | 19,33  | 6          | 19,9   | 6      |            | Kommunalwahl 2024 %403020100 32,19 %19,33 %16,25 %10,51 %10,16 %7,45 %3,31 %0,79 % CDUFWWSASPDGrüneFDPZUGFLZGewinne und Verlusteim Vergleich zu 2019 %p 6 4 2 0 −2 −4 −6+5,29 %p−0,57 %p+3,65 %p−0,99 %p−4,94 %p−3,15 %p−0,09 %p+0,79 %pCDUFWWSASPDGrüneFDPZUGFLZ |
| WSA                               | Wir sind Albstadt                           | 16,25  | 5          | 12,6   | 4      |            | Kommunalwahl 2024 %403020100 32,19 %19,33 %16,25 %10,51 %10,16 %7,45 %3,31 %0,79 % CDUFWWSASPDGrüneFDPZUGFLZGewinne und Verlusteim Vergleich zu 2019 %p 6 4 2 0 −2 −4 −6+5,29 %p−0,57 %p+3,65 %p−0,99 %p−4,94 %p−3,15 %p−0,09 %p+0,79 %pCDUFWWSASPDGrüneFDPZUGFLZ |
| SPD                               | Sozialdemokratische Partei Deutschlands     | 10,51  | 4          | 11,5   | 4      |            | Kommunalwahl 2024 %403020100 32,19 %19,33 %16,25 %10,51 %10,16 %7,45 %3,31 %0,79 % CDUFWWSASPDGrüneFDPZUGFLZGewinne und Verlusteim Vergleich zu 2019 %p 6 4 2 0 −2 −4 −6+5,29 %p−0,57 %p+3,65 %p−0,99 %p−4,94 %p−3,15 %p−0,09 %p+0,79 %pCDUFWWSASPDGrüneFDPZUGFLZ |
| Grüne                             | Bündnis 90/Die Grünen                       | 10,16  | 3          | 15,1   | 5      |            | Kommunalwahl 2024 %403020100 32,19 %19,33 %16,25 %10,51 %10,16 %7,45 %3,31 %0,79 % CDUFWWSASPDGrüneFDPZUGFLZGewinne und Verlusteim Vergleich zu 2019 %p 6 4 2 0 −2 −4 −6+5,29 %p−0,57 %p+3,65 %p−0,99 %p−4,94 %p−3,15 %p−0,09 %p+0,79 %pCDUFWWSASPDGrüneFDPZUGFLZ |
| FDP                               | Freie Demokratische Partei                  | 7,45   | 2          | 10,6   | 3      |            | Kommunalwahl 2024 %403020100 32,19 %19,33 %16,25 %10,51 %10,16 %7,45 %3,31 %0,79 % CDUFWWSASPDGrüneFDPZUGFLZGewinne und Verlusteim Vergleich zu 2019 %p 6 4 2 0 −2 −4 −6+5,29 %p−0,57 %p+3,65 %p−0,99 %p−4,94 %p−3,15 %p−0,09 %p+0,79 %pCDUFWWSASPDGrüneFDPZUGFLZ |
| Z.U.G.                            | Zukunftsorientiert–Unabhängig–Gemeinsam     | 3,31   | 1          | 3,4    | 1      |            | Kommunalwahl 2024 %403020100 32,19 %19,33 %16,25 %10,51 %10,16 %7,45 %3,31 %0,79 % CDUFWWSASPDGrüneFDPZUGFLZGewinne und Verlusteim Vergleich zu 2019 %p 6 4 2 0 −2 −4 −6+5,29 %p−0,57 %p+3,65 %p−0,99 %p−4,94 %p−3,15 %p−0,09 %p+0,79 %pCDUFWWSASPDGrüneFDPZUGFLZ |
| FLZ                               | Freie Liste Zollernalb                      | 0,79   | 0          | –      | –      |            | Kommunalwahl 2024 %403020100 32,19 %19,33 %16,25 %10,51 %10,16 %7,45 %3,31 %0,79 % CDUFWWSASPDGrüneFDPZUGFLZGewinne und Verlusteim Vergleich zu 2019 %p 6 4 2 0 −2 −4 −6+5,29 %p−0,57 %p+3,65 %p−0,99 %p−4,94 %p−3,15 %p−0,09 %p+0,79 %pCDUFWWSASPDGrüneFDPZUGFLZ |
| Gesamt                            | Gesamt                                      | 100 %  | 32         | 100 %  | 32     |            | Kommunalwahl 2024 %403020100 32,19 %19,33 %16,25 %10,51 %10,16 %7,45 %3,31 %0,79 % CDUFWWSASPDGrüneFDPZUGFLZGewinne und Verlusteim Vergleich zu 2019 %p 6 4 2 0 −2 −4 −6+5,29 %p−0,57 %p+3,65 %p−0,99 %p−4,94 %p−3,15 %p−0,09 %p+0,79 %pCDUFWWSASPDGrüneFDPZUGFLZ |
| Wahlbeteiligung                   | Wahlbeteiligung                             | 49,3 % | 49,3 %     | 46,7 % | 46,7 % |            | |

### Stadt- und Gemeindevorstände

#### Historische Entwicklung
An der Spitze der Stadt Ebingen stand seit dem 13. Jahrhundert ein Schultheiß, der den Landes- und Gerichtsherrn vertrat. Ab 1659 wurde dieser vom Amtmann abgelöst, welcher 1759 als Oberamtmann bezeichnet wurde. Neben dem Schultheißen gab es einen Rat (erstmals 1353 erwähnt), der mit dem Gericht identisch war. Mit der Bezeichnung „Bürgermeister“ war der oberste Finanzbeamte der Stadt gemeint. 1929 wird die Bezeichnung „Stadtschultheiß“ in Württemberg durch die heute noch gültige Bezeichnung „Bürgermeister“ ersetzt. Seit der Erhebung Ebingens zur Großen Kreisstadt 1956 trägt das Stadtoberhaupt die Amtsbezeichnung Oberbürgermeister. Diese Bezeichnung trägt auch das Stadtoberhaupt der 1975 neu gebildeten Stadt Albstadt. Heute wird der Oberbürgermeister für eine Amtszeit von acht Jahren gewählt. Er ist Vorsitzender des Gemeinderats und Leiter der Stadtverwaltung. Seine allgemeinen Stellvertreter sind der 1. Beigeordnete mit der Amtsbezeichnung „Erster Bürgermeister“ und der weitere Beigeordnete mit der Amtsbezeichnung „Bürgermeister“.

#### Oberbürgermeister von Albstadt
Seit 1. Juni 2023 ist Roland Tralmer (CDU) Oberbürgermeister von Albstadt. Er wurde am 19. März 2023 mit 44,4 Prozent der Stimmen zum Bürgermeister gewählt.

### Verwaltungsgemeinschaft
Mit der Nachbargemeinde Bitz ist die Stadt Albstadt eine Vereinbarte Verwaltungsgemeinschaft eingegangen.

### Zweitwohnungsteuer
Seit dem 1. Juli 2010 erhebt die Stadt Albstadt eine Zweitwohnungsteuer in Höhe von 8 % der Jahresnettokaltmiete. Als Rechtsgrundlage dient die Satzung zur Erhebung einer Zweitwohnungssteuer vom 24. Juni 2010. Auch Studenten und Auszubildende müssen diese Steuer zahlen.

### Wappen
| Wappen der Stadt Albstadt | Blasonierung: „Unter goldenem Schildhaupt, darin eine linksgewendete schwarze Hirschstange, in Blau eine silberne Silberdistelblüte mit sechs strahlenförmig angeordneten silbernen Distelblättern.“ |
| Wappen der Stadt Albstadt | Wappenbegründung: Die württembergische Hirschstange deutet auf die Zugehörigkeit der Stadtteile Albstadts zu Württemberg hin. Die Silberdistel wurde als typische Pflanze der Schwäbischen Alb in das Wappen aufgenommen. Die Stadtflagge ist weiß-blau. Wappen und Flagge wurden durch das Regierungspräsidium Tübingen am 27. April 1976 verliehen. |

### Städtepartnerschaften
Albstadt unterhält seit 1979 eine Städtepartnerschaft mit der Stadt Chambéry in Frankreich sowie eine Entwicklungspatenschaft mit der Gemeinde Bisoro in Burundi (Afrika).
Im Partnerschaftsvertrag bekundeten die Städte Albstadt und Chambéry, sich für die Menschen in der Dritten Welt einsetzen zu wollen und unterstützten daher finanziell verschiedene Projekte in Afrika. Daraus entwickelte sich die 1993 abgeschlossene, erfolgreiche Entwicklungspatenschaft mit dem Verein der Freunde der Gemeinde Bisoro (Amis de la Commune Bisoro, AACOBI).
Durch Spenden der Bürger aus Albstadt, den direkten Kontakt und durch die Unterstützung der Projekte durch die UNO und das Bundesministerium für wirtschaftliche Zusammenarbeit und Entwicklung (BMZ) konnten seit 1993 durch diese Patenschaft mehrere Schulgebäude saniert, sechs Schulgebäude neu gebaut, sowie mehrere Trinkwasserversorgungsleitungen und Gesundheitsstationen in der afrikanischen Gemeinde Bisoro finanziert werden.

## Kultur und Sehenswürdigkeiten

### Theater
Im Thalia-Theater im Stadtteil Tailfingen und in der Festhalle gastierten zahlreiche Tourneebühnen. Es gibt Pläne für einen Abbruch zusammen mit der 2003 um einen Anbau erweiterten Festhalle von 1894 in Ebingen, wegen nicht erfolgten Renovierungen, zugunsten einer neu zu erstellenden Kulturhalle. Diese Abriss- und Umbauplanungen wurden nach Protesten und Finanzierungsschwierigkeiten vom Stadtrat gestoppt.
Das Thalia Theater und die Festhalle in Ebingen unterliegen dem Bestandsschutz und dürfen unter Auflagen genutzt werden. Lokale Akteure versuchen, nachhaltige Nutzungskonzepte für einen Umbau zu Vereins- und Kulturangeboten hin zu entwickeln.

### Museen
Albstadt verfügt über ein reiches und breites Angebot an Museen aus allen wichtigen Bereichen. Dazu gehören überregional beachtete Kunstmuseen, Heimatmuseen, Industriemuseen, Musikinstrumenten-Sammlungen und geschichtlich orientiere Gedenkstätten.
| Ebingen: - Kunstmuseum Albstadt - Heimatmuseum - Museum im Kräuterkasten (seit Mai 2007 Infostelle des UNESCO Geoparks Schwäbische Alb) Tailfingen: - Maschenmuseum - Otto-Hahn-Gedenkstätte in der IHK-Akademie | Lautlingen: - Stauffenberg-Gedenkstätte - Musikhistorische Sammlung Jehle im Stauffenbergschloss - Nähmaschinenmuseum der Firma Mey Onstmettingen: - Philipp-Matthäus-Hahn-Museum |

### Musik

#### Blasorchester
In Albstadt gibt es drei Blasorchester:
- in Ebingen das Städtisches Orchester Albstadt
- in Tailfingen die Stadtkapelle Tailfingen
- in Onstmettingen das Große Blasorchester Albstadt e. V.

#### Musikvereine
Musikvereine bzw. -kapellen gibt es in Laufen, Lautlingen, Margrethausen, Pfeffingen und Truchtelfingen. Hier werden die konzertante Blasmusik und die volkstümliche Musikliteratur gepflegt. Alle Vereine geben regelmäßig Konzerte und wirken bei Veranstaltungen mit.

#### Posaunenchöre
Außerdem gibt es in Albstadt vier Posaunenchöre, welche dem Evangelischen Jugendwerk in Württemberg  angehören. Vor Ort sind Kirchengemeinden oder örtliche CVJM Gliederungen Träger der der ehrenamtlichen Arbeit. Als Zusammenschluss der Posaunenchöre Tailfingen, Onstmettingen und Pfeffingen gibt es heute den T O P – Chor in Tailfingen, den Posaunenchor Truchtelfingen, den Posaunenchor Ebingen und den Posaunenchor Laufen.

### Bauwerke
Informationen zu den Sehenswürdigkeiten der Ortsteile finden sich in den Artikeln zu Burgfelden, Ebingen, Laufen, Lautlingen, Margrethausen, Onstmettingen, Pfeffingen, Tailfingen

### Parks und Abenteuerspielplätze
- Burgfelden (Heersberg)
- Ebingen (Rossberg, Waldheim)
- Laufen (Rübhay)
- Onstmettingen (Lembergstraße, Schneckenbuckel)
- Tailfingen (Schöne Egert, Unterer Berg)
- Truchtelfingen (beim Schützenhaus)

## Sport

### Landessportschule
In Albstadt befindet sich die Landessportschule des Württembergischen Landessportbundes. Dabei handelt es sich um ein Bildungs-, Trainings- und Sportzentrum, das 1950 mit dem Ziel gegründet wurde, den Sportlerinnen und Sportlern „ihre“ Schule für Sport, Bildung und sportliche Begegnung zu schaffen.

### Bäder, Wanderwege und Wintersport
Die Stadt hat mehrere Hallenbäder (Hallenbad Ebingen, Lehrschwimmbäder Onstmettingen und Tailfingen), Skilifte (u. a. FIS-Renn-Skipisten in Tailfingen und Ebingen) und verschiedene ausgeschilderte Langlaufloipen.
Weitere Freizeitangebote sind das „naturbad Albstadt“ (im Stadtteil Tailfingen) und das Freizeitbad „badkap“ (im Stadtteil Lautlingen). Albstadt verfügt über ein gut ausgeschildertes System von Wanderwegen, die von der Ortsgruppe des Schwäbischen Albvereins betreut werden.

### Sportvereine
Bekannte Sportvereine sind der Skiclub Onstmettingen, die Mountain Bike RSG Zollernalb und der Radrennsport RSV Tailfingen. Diese richten verschiedene überregional bekannte Radsport-Veranstaltungen aus, dazu gehört ein Rennen der Deutschen Mountainbike Bundesliga, mehrere Straßenrennen sowie der Albstadt-Bike-Marathon mit knapp 2500 Startern (2019). Regelmäßig gastiert der UCI-Mountainbike-Weltcup in Albstadt mit vier olympischen Crosscountry-Rennen. Darüber hinaus finden weitere Rennen im Rahmenprogramm statt.

### Flugsport
Bei Albstadt liegt der Flugplatz Albstadt-Degerfeld (EDSA).

## Freizeitangebote
Das Capitol in Ebingen ist das größte Kino der näheren Umgebung und umfasst acht Kinosäle sowie eine Cocktailbar.
Das Albaquarium Albstadt ist das einzige deutsche Schauaquarium in Deutschland unter Vereinsführung.

## Tourismus
Durch die besondere Lage am Albtrauf bietet die Stadt gute landschaftliche Voraussetzungen für abwechslungsreiche Outdoor-Aktivitäten.

### Wanderwege

#### Traufgänge

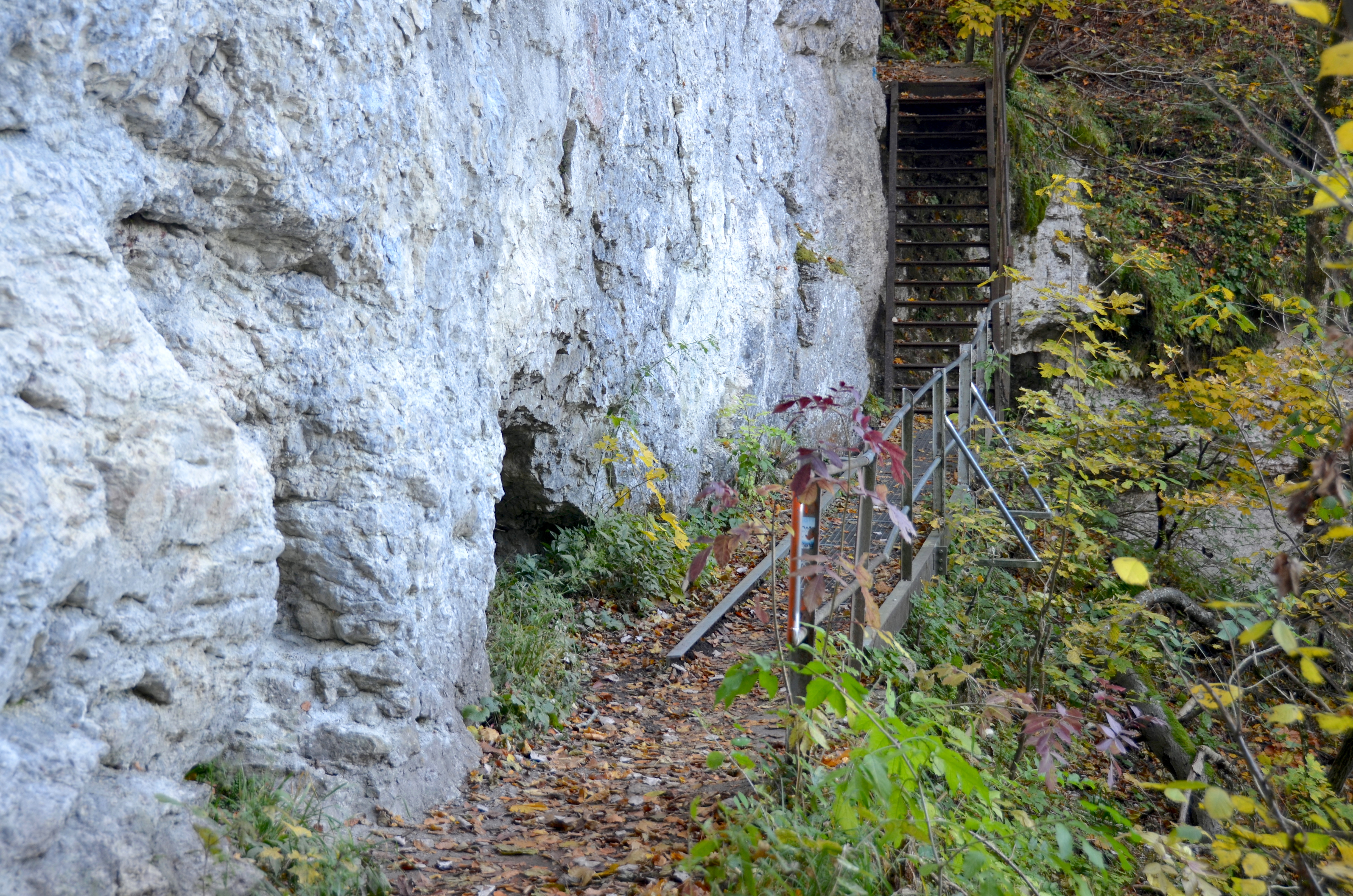
Premiumwanderweg Hossinger Leiter (Historischer Fußweg)

Die „Traufgänge“ bestehen aus insgesamt zehn vom Deutschen Wanderinstitut ausgezeichneten Premium-Wanderwegen: Die acht Sommerwanderwege (Schlossfelsenpfad, Wacholderhöhe, Zollernburg-Panorama, Felsenmeersteig, Hossinger Leiter, Ochsenbergtour, Wiesenrunde), davon ein Familien-Kurzwanderweg (Traufgängerle Hexenküche), sowie zwei Premium-Winterwanderwege (Schneewalzer, Wintermärchen) zeichnen sich durch die Landschaft am Trauf und die gute Wegmarkierung aus. Der Traufgang Zollernburg-Panorama ermöglicht einen Panorama-Blick auf die Burg Hohenzollern. Entlang der Traufgänge bieten zahlreiche Gastronomen eine regionale Küche.
Der Schwäbische-Alb-Nordrand-Weg, auch Albsteig (HW1), verläuft entlang der nördlichen Gemarkungsgrenzen von Albstadt und ist ausgeschildert. Ebenfalls verläuft der Fernwanderweg Donau-Zollernalb-Weg durch Albstadt.

#### Wintertrauf
Der Wintertrauf umfasst die beiden Premium-Winterwanderwege, die Loipen sowie die Skilifte in Albstadt. Das weitläufige Skiloipennetz umfasst insgesamt 89 Kilometer Doppelspur-Loipen und 30 Kilometer Skating-Loipen. Die Loipen sind in unterschiedlichen Längen und Schwierigkeitsgraden angelegt. In sechs Albstädter Stadtteilen (Ebingen, Tailfingen, Pfeffingen, Truchtelfingen, Onstmettingen und Lautlingen) stehen Skilifte zur Verfügung.

### Bikezone
Die Bikezone Albstadt stellt mit drei ausgewiesenen Trails und dem Bikepark Albstadt ein Angebot für Mountainbiker bereit. In den vergangenen Jahren war Albstadt häufig Austragungsort des Mercedes-Benz UCI Mountain Bike World Cup. Auch die Mammut-Tour, eine Radtour quer über die Zollernalb, verläuft durch Albstadt.

## Wirtschaft und Infrastruktur
Früher lebte die Stadt von der Textilindustrie, deren Dominanz seit den 1970er Jahren allerdings ständig abgenommen hat. Wirtschaftliche Standbeine sind heute neben der Textilindustrie die Werkzeug- und Elektroindustrie sowie der Fremdenverkehr. Größte Einzelfirma ist im Ortsteil Ebingen die „Nadelfabrik“ als Stammsitz der internationalen Firmengruppe Groz-Beckert.

### Verkehr

#### Straßen
Albstadt ist über die B 463 Pforzheim–Sigmaringen zu erreichen. Diese führt durch die Stadtteile Laufen, Lautlingen und Ebingen im Süden des Stadtgebiets. Die nächsten Anschlussstellen an die Bundesautobahn 81 Würzburg–Singen sind Empfingen und Oberndorf am Neckar.
Albstadt liegt an der touristisch geprägten Schwäbischen Albstraße, die an vielen Sehenswürdigkeiten vorbeiführt.

#### Bahn
Albstadt liegt an der Bahnstrecke Tübingen–Sigmaringen (Zollernalbbahn). Neben dem Bahnhof Albstadt-Ebingen befinden sich drei weitere Bahnstationen im Stadtgebiet (Albstadt-Laufen Ort, Albstadt-Lautlingen und Albstadt-Ebingen West). Bis zur Stilllegung des Personenverkehrs im Jahr 1998 zweigte zudem in Albstadt-Ebingen die Talgangbahn in Richtung Albstadt-Onstmettingen ab.
Stündlich fahren Züge der Hohenzollerischen Landesbahn in Richtung Tübingen Hauptbahnhof bzw. zweistündlich in Richtung Sigmaringen. Darüber hinaus verkehrt zweistündlich ein Regional-Express der Linie RE 6a in Richtung Stuttgart bzw. Aulendorf. Daneben ist Albstadt durch diverse Stadt- und Regionalbuslinien an den öffentlichen Personennahverkehr angebunden. Auf allen Verkehrsmitteln gilt der einheitliche Tarif des Verkehrsverbundes Neckar-Alb-Donau (NALDO).

#### Radverkehr
Über eine Alltagsradroute aus dem Radnetz Baden-Württemberg sind Ebingen, Lautlingen und Laufen mit Balingen und in der anderen Richtung über Straßberg und Winterlingen mit Sigmaringen verbunden. 
Der Schwäbische-Alb-Radweg, ein Radfernweg vom Bodensee nach Donauwörth, verbindet Pfeffingen und Onstmettingen mit Balingen (über dessen Stadtteil Zillhausen) und in der anderen Richtung mit Burladingen-Hausen im Killertal.
Albstadt ist Mitglied der AGFK (Arbeitsgemeinschaft Fahrrad- und Fußverkehrsfreundlicher Kommunen) in Baden-Württemberg und hat die "Qualitätsstufe" für eine fahrradfreundliche Kommune erreicht.

### Medien
Die wichtigsten lokalen Zeitungen sind der Zollern-Alb-Kurier und der Schwarzwälder Bote.
Im Stadtteil Ebingen unterhält der Südwestrundfunk (SWR) ein Korrespondenten-Büro. Auf dem Raichberg befindet sich ein 137 Meter hoher Sendemast des SWR für UKW und TV. Südlich des Ortsteils Ebingen auf dem Malesfelsen existiert ein UKW-Rundfunksender zur Verbreitung zweier Radioprogramme des SWR mit geringer Leistung und südlich des Ortsteils Laufen auf dem Gräbelesberg einer für die Programme privater Anbieter.

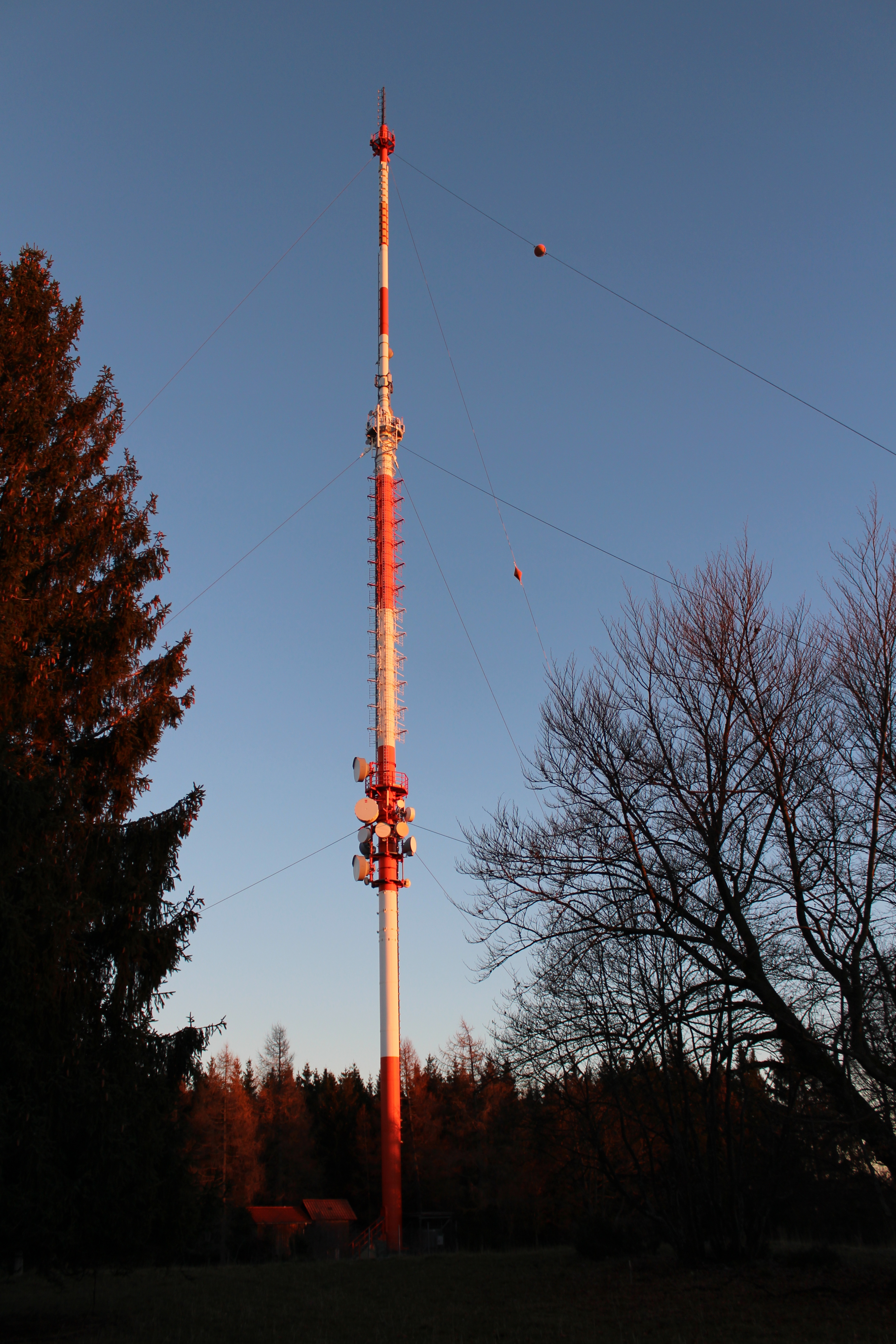
Sendemast Raichberg
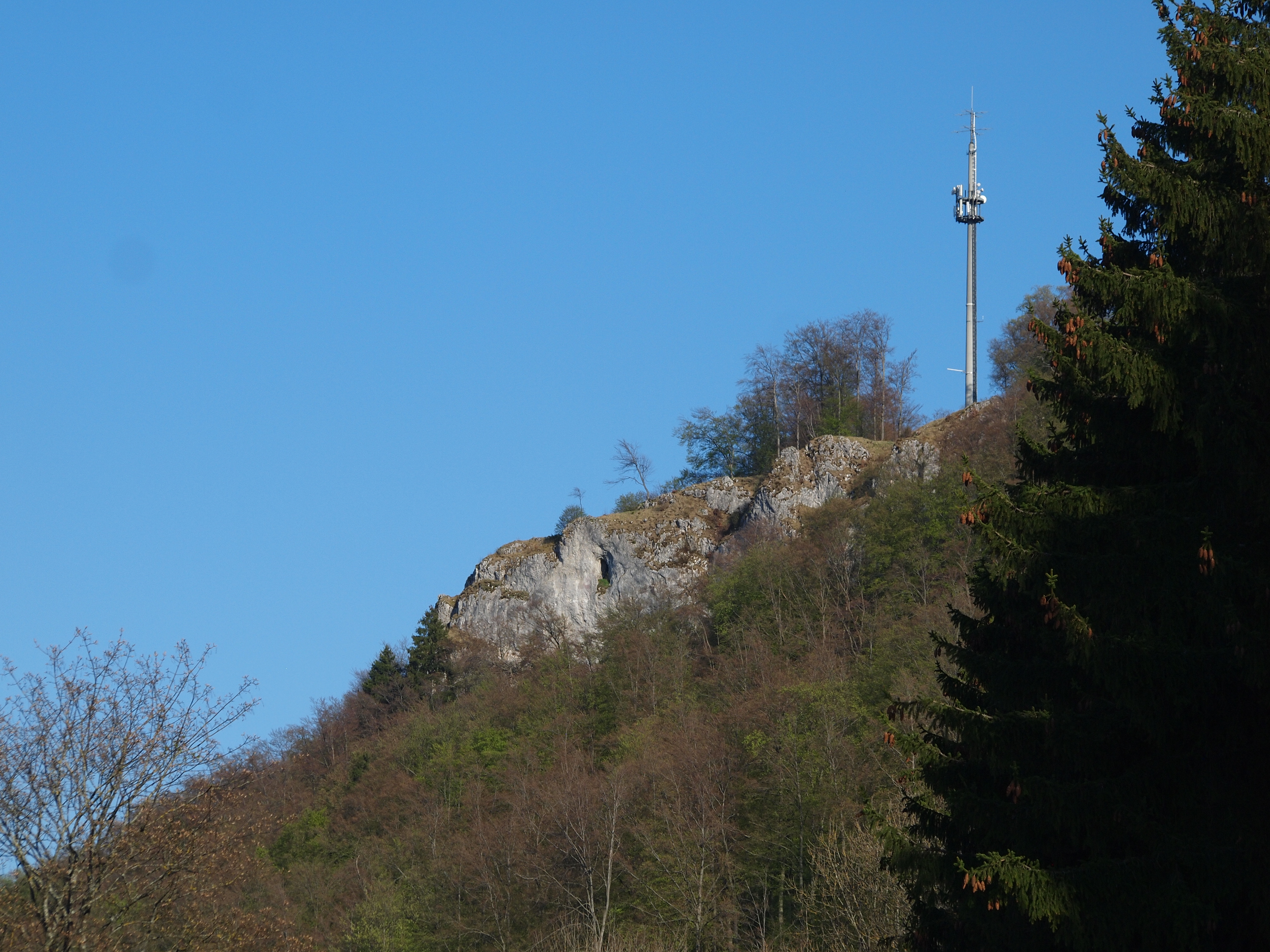
Sendeturm auf dem Malesfelsen
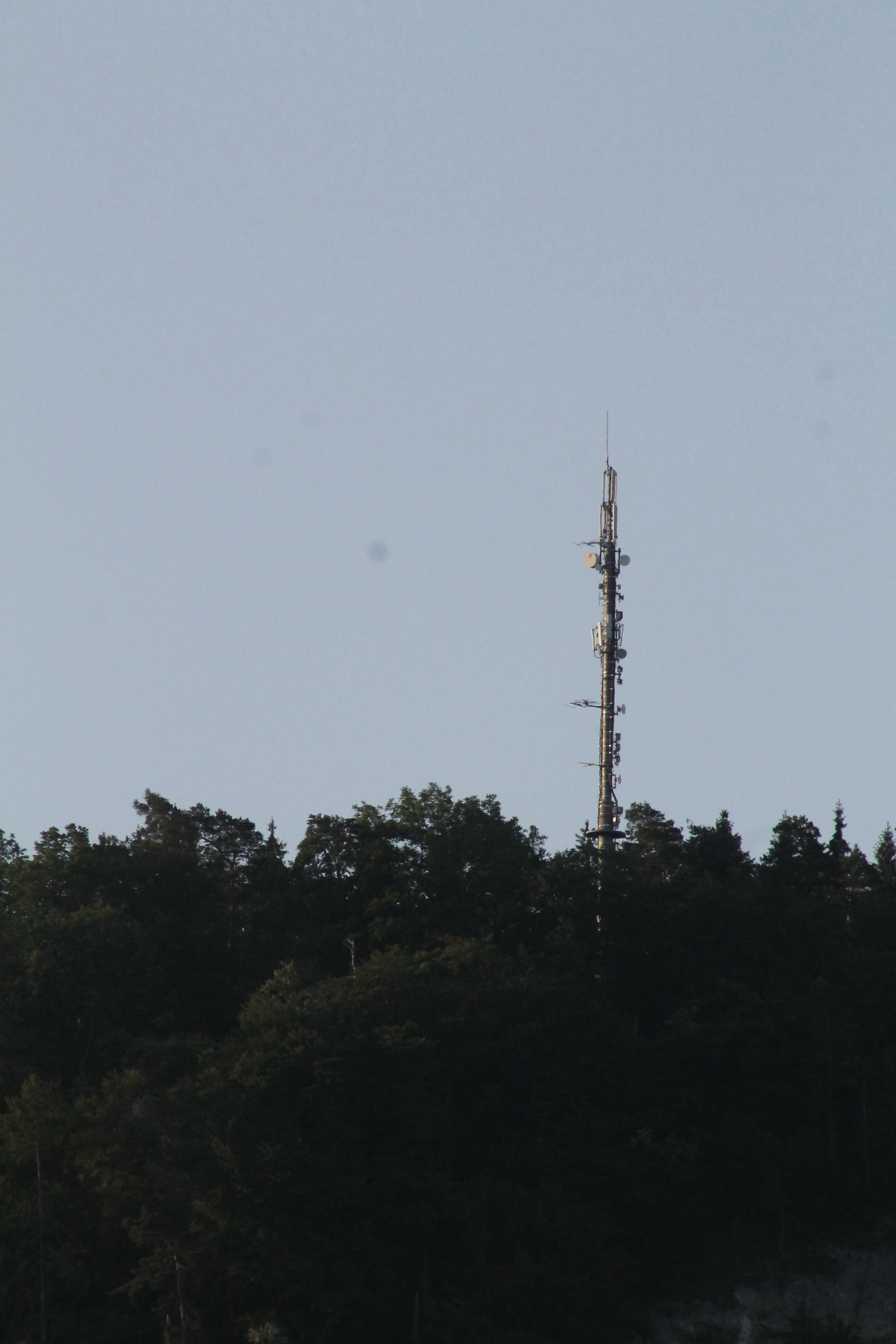
Sendeturm auf dem Gräbelesberg

### Öffentliche Einrichtungen
Albstadt hat ein Amtsgericht, das zum Landgerichtsbezirk Hechingen und zum Oberlandesgerichtsbezirk Stuttgart gehört. Ferner gibt es zwei Notariate, in Ebingen und Tailfingen.
In den Stadtteilen Ebingen, Tailfingen und Onstmettingen gibt es jeweils eine Stadtbücherei.

### Bildung

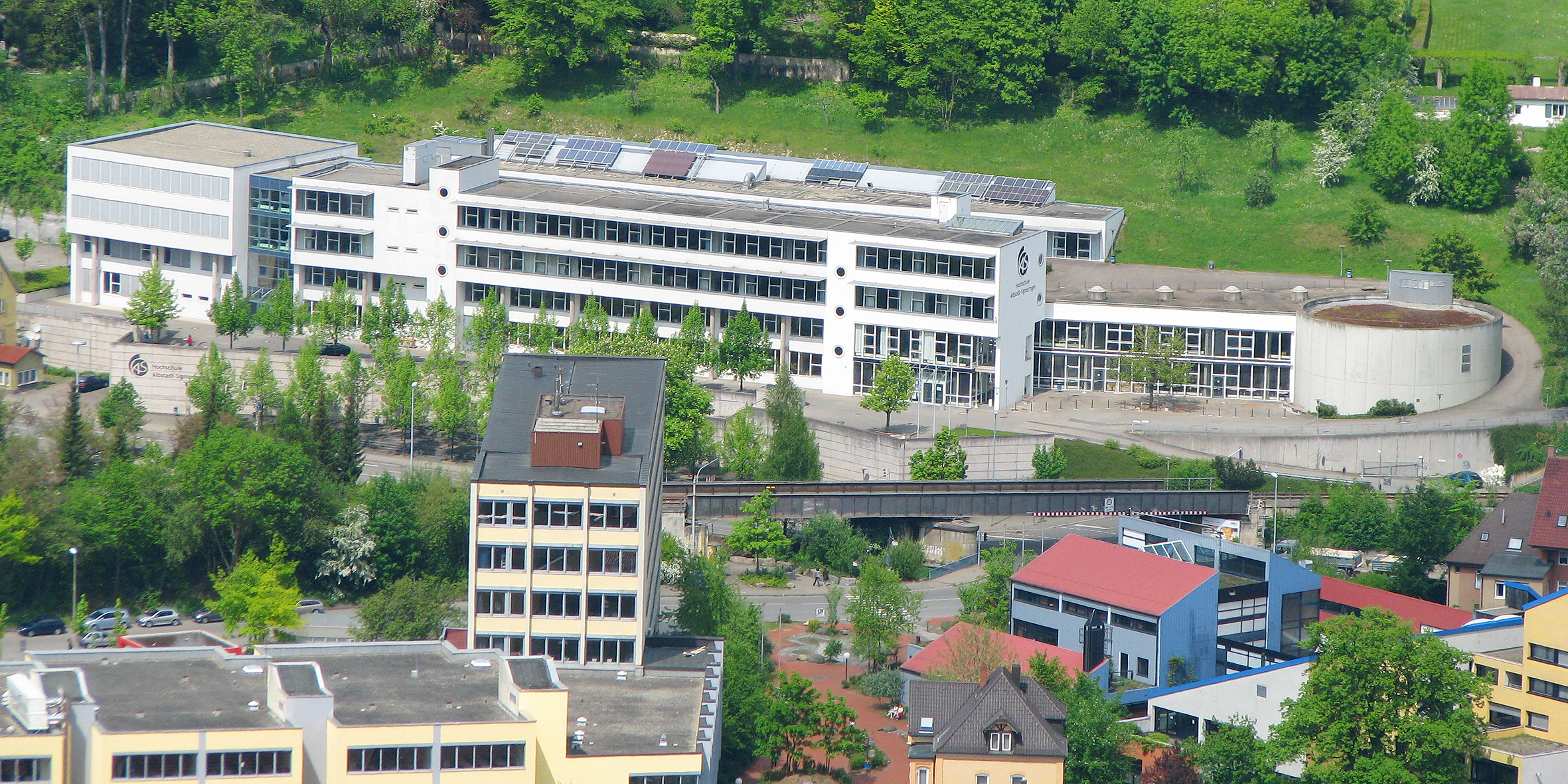
Hochschule Albstadt-Sigmaringen

In Albstadt befindet sich ein Standort der Hochschule Albstadt-Sigmaringen – Hochschule für Technik und Wirtschaft sowie ein Staatliches Seminar für Didaktik und Lehrerbildung (Grund- und Hauptschulen). Seit dem 1. Januar 2022 führt Albstadt daher die offizielle Zusatzbezeichnung „Hochschulstadt“.
Die Stadt Albstadt ist Schulträger des Gymnasiums Ebingen und des Progymnasiums Tailfingen, der Lammerberg-Realschule Tailfingen, der Schlossberg-Realschule Ebingen und der Wilhelm-Hauff-Schule (Förderschule). Ferner unterhält sie fünf Grund- und Hauptschulen (Pfeffingen, Ignaz-Demeter-Schule Lautlingen, Luther-Schule Tailfingen, Schalksburg-Schule Ebingen, Schillerschule Onstmettingen), eine Hauptschule (Hohenberg-Hauptschule) und sieben selbständige Grundschulen (Grundschule an der Sommerhalde Truchtelfingen, Laufen, Margrethausen, Kirchgrabenschule Ebingen, Lammerbergschule Tailfingen, Langenwand-Grundschule Tailfingen und Oststadt-Grundschule Ebingen).
Der Zollernalbkreis ist Träger der beiden Beruflichen Schulen (Hauswirtschaftliche Schule Albstadt und Walther-Groz-Schule – Kaufmännische Schule Albstadt) sowie der Rossentalschule für Geistigbehinderte.
Die private Abendrealschule, der private Sonderschulkindergarten für Geistigbehinderte, der private Sonderschulkindergarten für Körperbehinderte, die Private Berufsfachschule für Mode und die Private Sonderberufsschule der ABA runden das schulische Angebot Albstadts ab.
Auch eine Musik- und Kunstschule und eine Volkshochschule sind in Albstadt ansässig.

## Persönlichkeiten

### Ehrenbürger
Die Stadt Albstadt bzw. die Vorgängerstädte haben folgenden Personen das Ehrenbürgerrecht verliehen:
- Johannes Hartmann (1832–1911), Stadtschultheiß
- Reinhold Haux (1853–1939), Fabrikant
- Gottlieb Christian Rieber, Fabrikant, Gründer des norwegischen Unternehmens GC Rieber
- Friedrich Maag (1867–1942), Fabrikant
- Paul Hermann Scheerer (1868–1947), Fabrikant
- Eugen Immanuel Ott (1868–1960), Fabrikant
- Gottlob Hummel (1869–1952), Heimatforscher und Schriftsteller
- Adolf Groz (1876–1951), Industrieller
- Walther Groz (1903–2000), Fabrikant und Oberbürgermeister von Ebingen 1948 bis 1960
- Kurt Georg Kiesinger (1904–1988), Ministerpräsident von Baden-Württemberg (1958–1966) und Bundeskanzler (1966–1969)
- Ernst Kircher (1903–1983), Bürgermeister
- Hans Hoss (1923–2013), Oberbürgermeister

### Söhne und Töchter der Stadt
- Konrad Blicklin (genannt Konrad Ebinger, um 1462–1534), Rechtsprofessor in Tübingen
- Johann Christoph von Schmid (1756–1827), geboren in Ebingen, Theologe, Generalsuperintendent in Ulm
- Karl Klunzinger (1799–1861), Pfarrer, Schriftsteller und Heimatforscher
- Johann Martin Landenberger (1804–1873), geboren in Ebingen, Unternehmer, Landtagsabgeordneter
- Johannes Landenberger (1818–1880), Pädagoge und Mitbegründer der Heil-und Pflegeanstalt Stetten
- Wilhelm Dodel (1850–1934), Jurist („schwäbischer Salomo“)
- Paul Landenberger (1848–1939), Kaufmann und Uhrenfabrikant
- Hugo Bertsch (1851–1935), Autor
- Johannes Hakenmüller (1857–1917), Unternehmer und Pionier der Textilindustrie
- Friedrich Haux (1860–1929), Fabrikant
- Christian Landenberger (1862–1927), impressionistischer Maler und Professor an der Stuttgarter Kunstakademie
- Hermann Essig (1878–1918), Dramatiker, Erzähler und Lyriker
- Johannes Jehle (1881–1935), Orgelbauer, Komponist, Musikverleger, Chorleiter
- August Gompper (1886–1969), Landtagsabgeordneter (SPD)
- Fritz Haux (1887–1966), Fabrikant und Politiker
- Franz Dreher (1898–1977), Politiker
- Walther Groz (1903–2000), geboren in Ebingen, Fabrikant, Oberbürgermeister von Ebingen
- Ernst Bizer (1904–1975), evangelischer Theologe; ab 1934 zweiter Stadtpfarrer in Tailfingen
- Kurt Georg Kiesinger (1904–1988), Ministerpräsident von Baden-Württemberg (1958–1966) und Bundeskanzler (1966–1969)
- Christian Eschler (1904–1965), Trikot-Fabrikant im Kanton Appenzell Ausserrhoden
- Walter Ott (1904–1960), Politiker (FDP/DVP), Landtagsabgeordneter
- Karl Bodmer (1911–1955), Motorradrennfahrer
- Hans Sautter (1912–1984), Ophthalmologe
- Karl Gonser (1914–1991), Kommunalpolitiker, Oberbürgermeister von Nürtingen
- Martin Friedrich Jehle (1914–1982), Klavierbaumeister, Chorleiter, Musikhistoriker
- Hans Conzelmann (1915–1989), evangelischer Theologe und neutestamentlicher Wissenschaftler
- Hans Fäh (1916–1984), Aquarellmaler
- Ernst Biekert (1924–2013), Chemiker und Manager
- Gregor Dorfmeister (alias Manfred Gregor; 1929–2018), Journalist und Schriftsteller (u. a. Die Brücke)
- Günther Schweizer (1938–2020), Geograph und Genealoge
- Manfred Maute (* 1939), Kunstradfahrer und Trainer
- Günther Hörmann (* 1940), Filmregisseur und Kameramann
- Birgit Cramon Daiber (* 1944), Politikerin (Die Linke, Bündnis 90/Die Grünen), MdEP
- Hans-Ulrich Küpper (* 1945), Professor für Betriebswirtschaftslehre
- Hans-Martin Haller (* 1949), Politiker (SPD), Landtagsabgeordneter (2001–2016), von 1991 bis 1999 Oberbürgermeister von Albstadt
- Jürgen Gneveckow (* 1952), von 1999 bis 2015 Oberbürgermeister von Albstadt
- Cornelia Reinauer (* 1953), geboren in Tailfingen, ehemalige Bezirksbürgermeisterin des Berliner Bezirks Friedrichshain-Kreuzberg
- Volker Jehle (* 1954), Schriftsteller, Literaturwissenschaftler, Herausgeber
- Achim Conzelmann (* 1959), Sportwissenschaftler
- Konrad Klek (* 1960), evangelischer Theologe, Pfarrer, Organist, Kirchenmusiker, Universitätsmusikdirektor und Hochschullehrer
- Klaus Konzelmann (* 1962 in Truchtelfingen), Kriminalpolizist und derzeitiger Oberbürgermeister von Albstadt
- Matthias Maute (* 1963), Blockflötist und Komponist
- Monika Herzig (* 1964), Jazzmusikerin und Musikwissenschaftlerin
- Axel Thoma (* 1964), Fußballspieler und -trainer
- Marcel Beyer (* 1965), Schriftsteller, Büchner-Preisträger
- Dieter Maute (* 1967 in Tailfingen), Kunstradfahrer und Trainer
- Rachel Rep (* 1967), Model, Schlagzeugerin und Autorin
- Tanja Grandits (* 1970), Köchin, mit zwei Sternen im Guide Michelin ausgezeichnet
- Bettina Knells (* 1971), Olympiateilnehmerin im Sportschießen
- Silke Porath (* 1971), Autorin
- Antje von Dewitz (* 1972), Unternehmerin
- Thomas Bareiß (* 1975), Politiker (CDU)
- Birgit Linder (* 1975), geboren in Ebingen, Richterin am Bundesgerichtshof
- Martin Rominger (* 1977), Kunstradfahrer
- Andreas Jetter (* 1978), Pianist, Organist, Kirchenmusiker
- Melanie Gebhard (* 1980), Musicaldarstellerin
- Roberto Floriano (* 1986), Fußballspieler[32]
- Florian Lüsch (* 1993), Eishockeyspieler
- Florian Gerteis (* 1996), Schauspieler
- Umut Güneş (* 2000), Fußballspieler
- Emma Weiß (* 2000), Freestyle-Skierin
- Ali Eren Ersungur (* 2005), türkisch-deutscher Fußballspieler

### Persönlichkeiten, die vor Ort gewirkt haben
- Ambrosius Blarer (1492–1564), evangelischer Pfarrer und Kirchenlieddichter, Reformator in Albstadt-Tailfingen 1534–1538
- Ignaz Anton Demeter (1773–1842), 1802–1808 Pfarrer in Lautlingen, 1836–1842 Erzbischof von Freiburg.
- Otto Hahn (1879–1968), Chemiker, Atomwissenschaftler, Nobelpreisträger. Nachdem das Kaiser-Wilhelm-Institut in Berlin im Frühjahr 1944 ausgebombt worden war, forschte er vom Juni 1944 bis April 1945 in Tailfingen.
- Philipp Matthäus Hahn (1739–1790), Pfarrer, Konstrukteur und Erfinder; lebte 1764–1770 in Onstmettingen
- Hieronymus Edelmann (1853–1921), auch Hyronimus, Frühgeschichtsforscher und Apotheker, Sammlung seit 1908 im British Museum[33][34]
- Claus Schenk Graf von Stauffenberg (1907–1944), Offizier, Attentäter auf Adolf Hitler; verbrachte Teile seiner Jugend in Lautlingen
- Berthold Schenk Graf von Stauffenberg (1905–1944), Jurist, Beteiligter am Attentat auf Adolf Hitler; verbrachte Teile seiner Jugend in Lautlingen
- Wolfgang Bebber (* 1943 in Friedberg, Hessen), Rechtsanwalt und Politiker (SPD), unter anderem Mitglied des Landtags von Baden-Württemberg
- Martin Schaudt (* 1958), Dressurreiter